# Elbvertiefung

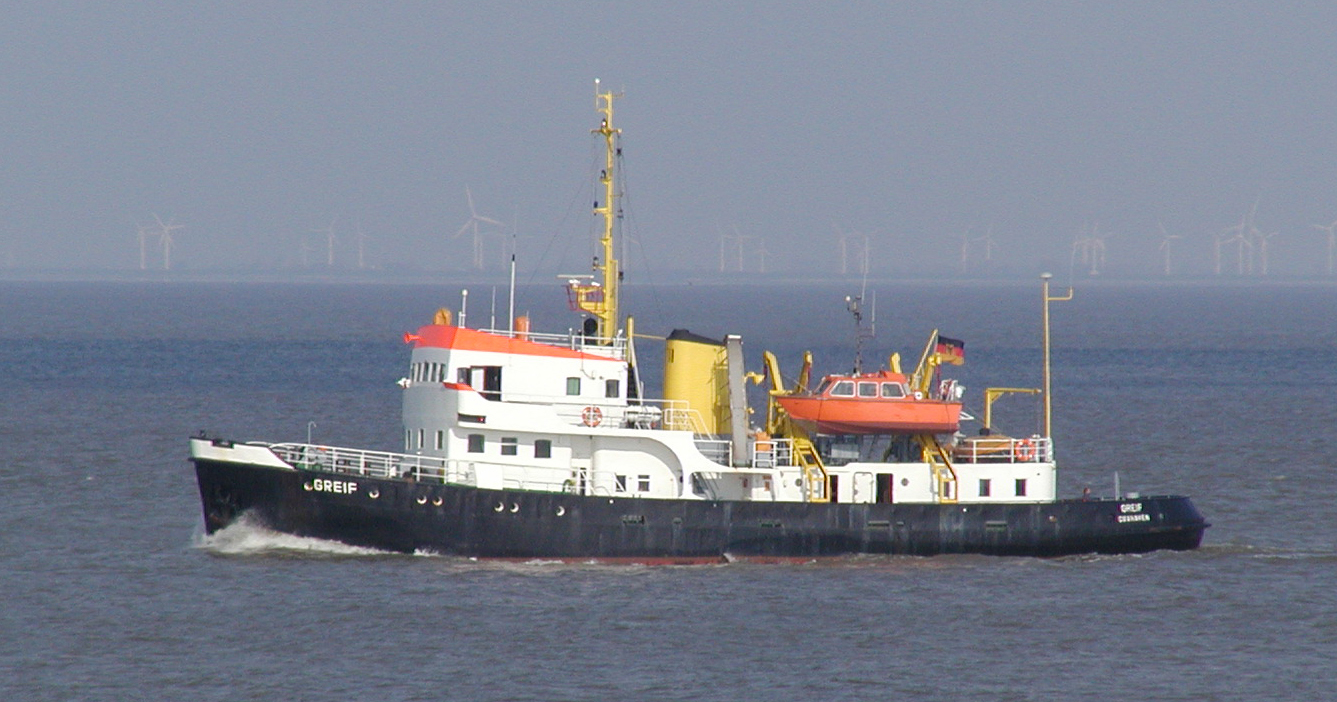
Das Peilschiff Greif misst die Wassertiefen der Unterelbe

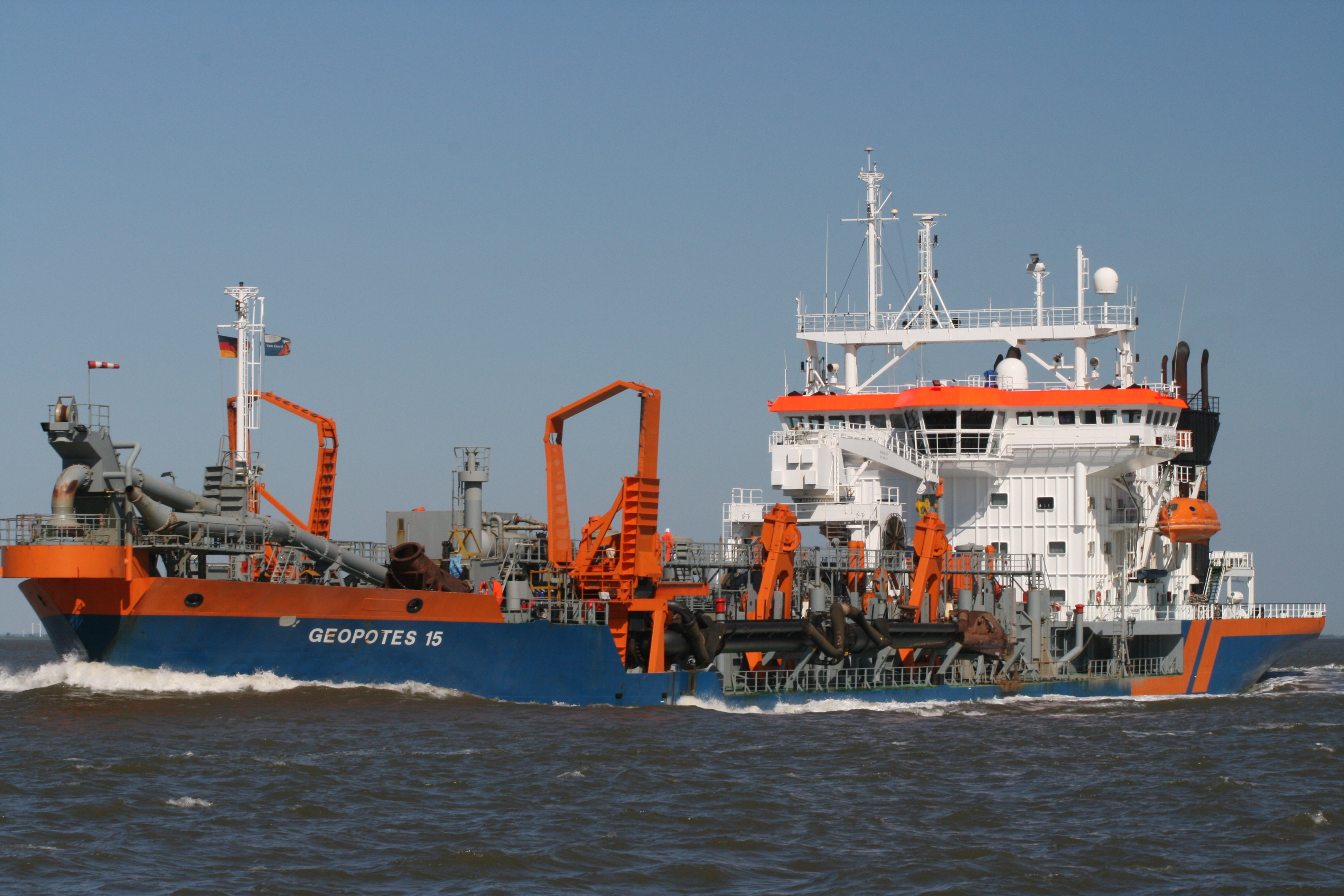
Der schlickbeladene Saugbagger Geopotes 15 läuft täglich elbabwärts Richtung Nordsee

Als Elbvertiefung wird eine Serie von neun Fahrrinnenvergrößerungen der Unterelbe zwischen der Elbmündung und dem Hamburger Hafen bezeichnet. Die etwa 100 Kilometer lange Fahrrinne erhielt sukzessive eine immer größere Breite und die Mindesttiefe erhöhte sich von ursprünglich 3 Meter auf über 17 Meter. Um die neunte und letzte Elbvertiefung wurde fast zwei Jahrzehnte lang juristisch gerungen, bevor sie am 24. Januar 2022 abgeschlossen wurde.

## Ursachen

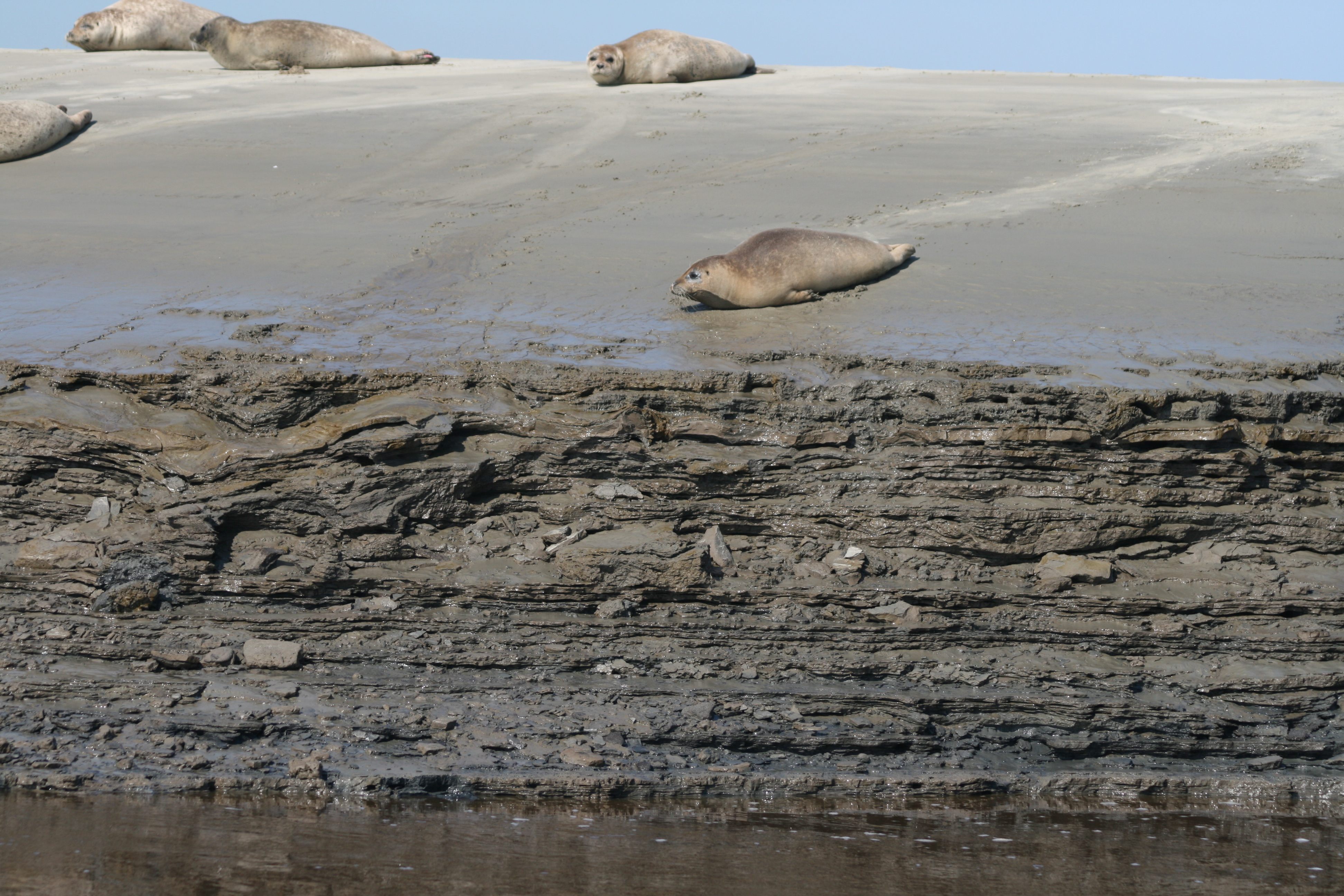
Gestiegene Erosion der Elbsedimente an der Ostemündung; die verbliebene Sandbank wird von Seehunden genutzt

Natürliche Fließgewässer und Fahrrinnen unterscheiden sich grundlegend: ein natürliches Flussbett ist dynamisch und verändert sich ständig, während eine Fahrrinne statisch hinsichtlich Lage und Sohltiefe ist. Jede der vergangenen Elbvertiefungen verstärkten die ohnehin starken Strömungen und Gezeiten der Unterelbe und verursachte in immer größerem Umfang Erosion und Sedimentation. Dadurch entstehen immerwährend neue Ablagerungen von Sedimenten mit zunehmenden Barrenbildungen und Untiefen. In der Fahrrinne werden diese ununterbrochen per Echolotmessungen aufgespürt und anschließend mittels immer umfangreicherer Unterhaltungsbaggerungen beseitigt.
Ursprünglich war die Unterelbe bei Hamburg Anfang des 19. Jahrhunderts nur gut drei Meter tief, zwischenzeitlich waren es im Frühjahr 2022 mindestens 15,9 Meter unter Seekartennull. Allerdings zeichnet sich ab, dass mit der neunten Elbvertiefung die Erosion derart gesteigert wurde, dass im Oktober 2022 die Unterhaltungsbaggerungen technisch nicht mehr möglich waren und die Sohltiefe von fast 16 Metern aufgegeben werden muss. Seitdem können Schiffe mit einem Tiefgang von 14,5 Metern den Hamburger Hafen nicht mehr anlaufen.

## Geographische Voraussetzungen
Die Unterelbe fließt durch ihr eiszeitliches Urstromtal. Ihr Mündungsbereich ist tideabhängig, wodurch die Unterelbe nicht nur ein Flussdelta, sondern auch ein Ästuar bildete. Der Einfluss der Gezeiten endet seit 1960 bei der Staustufe Geesthacht (Baubeginn 1957) bei Stromkilometer 586. Vor den Eingriffen des Menschen verlief ab hier die Elbe in zahlreichen verzweigten und mäandrierenden Flussarmen durch weites Marschland, im Norden begrenzt durch einen Geesthöhenzug, der sich (bei der Alstermündung in Hamburg unterbrochen) bis nach Wedel zieht. Im Stromspaltungsgebiet, zwischen den Flussarmen Dove Elbe, Gose Elbe, Norder- und Süderelbe, Reiherstieg und Köhlbrand und den Zuflüssen Bille und Alster entstanden im Gezeitenstau fruchtbare Marschinseln, sogenannte Werder, die durch Sturmfluten und Sedimentation ihre Lage, Form und Landmasse beständig veränderten. Dabei teilte sich der Hauptstrom der Elbe an der Bunthäuser Spitze, dem südöstlichen Ende der heutigen Elbinsel Wilhelmsburg, in Norder- und Süderelbe und lief nach fünfzehn Kilometern beim ehemaligen Mühlenberger Loch wieder zusammen. Ab Blankenese öffnete sich der Mündungsbereich auf 1,5 km Breite, verlief bis Brunsbüttel mit einer durchschnittlichen Breite von 2,5 km und weitete sich bei Cuxhaven, Stromkilometer 726, auf den 18 km breiten Trichter. Ab hier strömte der Fluss, nun Außenelbe genannt, weitere 20 km durch das Wattenmeer der Nordsee.
Der Tidenhub in der Unterelbe ist durch die Trichterform der Unterelbe deutlich höher als an der Nordsee. Schon vor der neunten Elbvertiefung betrug der Mittlere Tidenhub bei der – tief im Binnenland gelegenen – Staustufe Geesthacht 2,31 m, beim Pegel Hamburg-St. Pauli 3,64 m, in Stadersand 3,30 m und bei Brunsbüttel 2,79 m. In der Nordsee, etwa vor Helgoland, liegt er dagegen bei nur 2,40 m. Durch die Gezeiten wechselt die Fließrichtung und -geschwindigkeit der Unterelbe zweimal täglich. Benötigt ein Quantum Wasser in der Oberelbe für eine Strecke von 100 Kilometern ein bis zwei Tage, sind es in der Unterelbe für die gleiche Strecke bis zu siebzig Tage, da es durch die Tide immerfort vor- und zurückgespült wird. Das mit der Flut einströmende salzige Nordseewasser mischt sich dabei mit dem Süßwasser des Flusses. Dieser Brackwasserbereich reichte vor der Elbvertiefung allenfalls bis Glückstadt, nach der neunten Elbvertiefung erreicht das Brackwasser Hamburg.
Der Gezeitenstrom formte früher durch Erosion und Sedimentation einen strukturell vielfältigen, wandlungsfähigen Mündungstrichter mit vielen Inseln, Sandbänken und Nebenrinnen; Jahrzehntelang wurden die ausgebaggerten Sedimente zu zahlreichen, großteils befestigten Elbinseln aufgeschüttet.

## Historische Voraussetzungen

### Der Hafen
Der Hamburger Hafen liegt im Stromspaltungsgebiet der Tideelbe. Er hat sich seit dem 9. Jahrhundert von einem Flusshafen an einem Arm der Bille zu einem großen Seehafen entwickelt, mit einer verwaltungsrechtlichen Ausdehnung von Oortkaten (bei Stromkilometer 609) bis zum Leuchtturm Tinsdal (Stromkilometer 641). Begleitet war diese Entwicklung seit dem 12. Jahrhundert mit zahlreichen Eindeichungen, wasserbaulichen Maßnahmen und erheblichen Eingriffen in die Flussläufe einerseits und Landverlusten insbesondere durch Sturmfluten sowie Versandungen durch Sedimentation andererseits.

### Entwicklung der Schiffsgröße

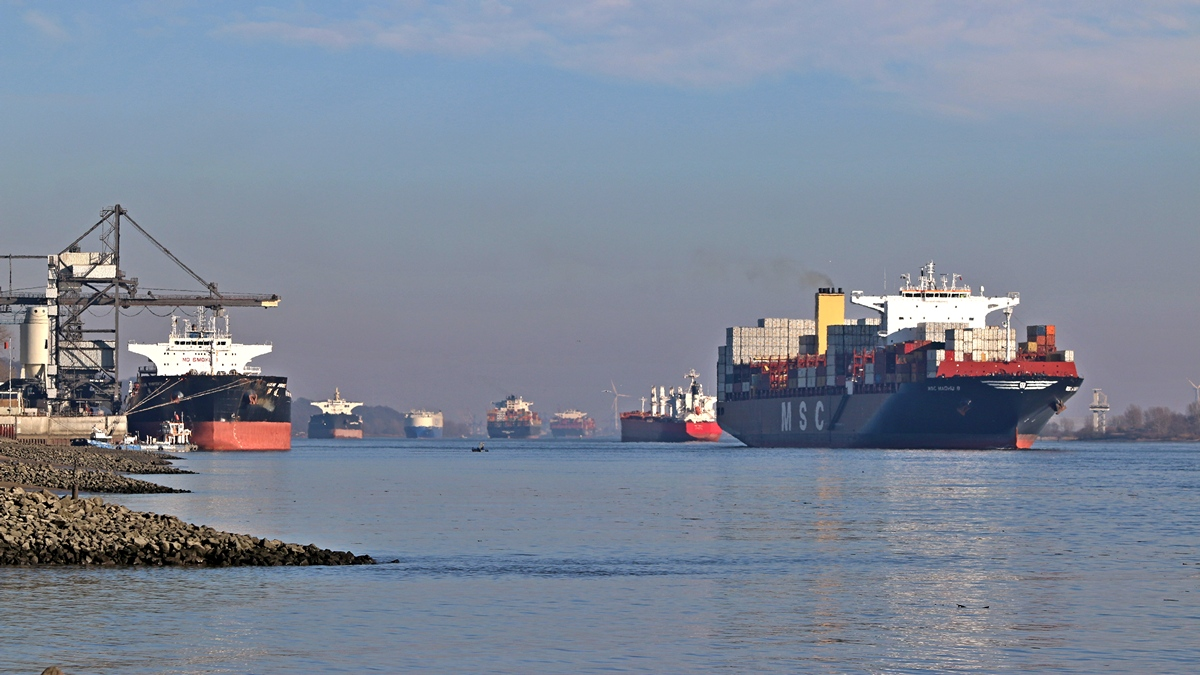
Schiffsverkehr auf der Elbe in Hamburg

Lange Zeit war nur der Tiefgang der Schiffe von Belang.
Seit etwa 1968 – damals begann auch die Containerisierung des Stückgutverkehrs – hat die Größe der eingesetzten Schiffe stark zugenommen. Dies ist ökologisch vorteilhaft (ein Schiff mit doppelt so großer Ladekapazität braucht bei weitem nicht das Doppelte an Kraftstoff) und ökonomisch vorteilhaft (Kraftstoff ist seit der ersten Ölkrise 1973/74 tendenziell immer teurer geworden; ein großes Schiff hat kaum mehr Besatzung als ein mittelgroßes).
Es hat sich eingebürgert, Containerschiffe in Generationen einzuteilen.
| Generation | Jahr     | Länge | Breite | Tiefgang | TEU         |
| ---------- | -------- | ----- | ------ | -------- | ----------- |
| 1.         | bis 1968 | 180 m | 25 m   | 9,0 m    | 500–800     |
| 2.         | ab 1969  | 225 m | 30,5 m | 11,5 m   | 1500        |
| 3.         | ab 1972  | 275 m | 32 m   | 12,5 m   | 3000        |
| 4.         | ab 1987  | 287 m | 39 m   | 13,5 m   | 4500        |
| 5.         | ab 1997  | 325 m | 41 m   | 14,1 m   | 5500        |
| 6.         | ab 1999  | 345 m | 43 m   | 14,5 m   | über 8000   |
| 7.         | ab 2006  | 398 m | 56 m   | 16,0 m   | über 14.000 |

Die Größe der 1968 gebauten Containerschiffe war die Maßeinheit für ein Schiff der 1. Generation. 1969 erschien mit der Encounter Bay das erste Schiff der 2. Generation, die fast alle eine maximale Schiffsbreite von 30,5 m aufweisen, das heißt, an Deck können maximal zwölf Container nebeneinander gestaut werden. Lange Zeit lag die Obergrenze der Abmessungen von Containerschiffen bei 275 m Länge und 32,3 m Breite, damit sie den Panamakanal durchfahren konnten („3. Generation“). Seit etwa 1988 werden die Schiffe, die nicht nur die größte Breite der Panamakanalschleusen ausnutzen, sondern auch deren maximale Länge von 294 Metern, als Panamax bezeichnet. Für größere Schiffstypen mit mehr als 32,3 Meter Breite ist der Name Post-Panamax gebräuchlich. Die Schiffe über 7000 TEU werden als Super-Post-Panamax- oder Post-Panamax-Plus-Schiffe bezeichnet, die über 11.000 TEU als New Panamax.
Die Odense-Werft realisierte von September 2006 bis 2008 acht Schiffe der Emma-Mærsk-Klasse. Dieser Schiffstyp kann dank seiner Breite von 56,4 Metern 22 Container nebeneinander auf Deck laden, ist 397 m lang und hat einen Maximaltiefgang von 16,0 m und 15.500 TEU Kapazität. 
Auch die CMA CGM Marco Polo hat einen Maximaltiefgang von 16,0 m; die Triple-E-Klasse einen von 15,50 m.
Schiffe dieser Länge brauchen in Biegungen der Elbe genügend Platz; für den Begegnungsverkehr gibt es Vorschriften. Neben der Tiefe der Elbfahrrinne ist heute auch ihre Breite ein wichtiges Kriterium.

### Eindeichungen
Mit der Besiedlung der Niederelblandschaft und der Nutzbarmachung der fruchtbaren, aber hochwassergefährdeten Marschlande begannen ab dem 11. Jahrhundert die Maßnahmen im Umgang mit dem Wasser, die Sicherung von Wohnstätten durch erhöhte Wurten und insbesondere der Deichbau, sowohl gegen die vom Fluss kommenden Gezeiten, wie auch binnenwärts gegen die tideabhängigen Nebenflüsse und ablaufenden Wasser der Geest. Auch die Flussinseln im Stromspaltungsgebiet wurden mehrfach eingedeicht, von Sturmfluten zerrissen und erneut angelegt. So entstand z. B. der heutige Stadtteil Hamburg-Wilhelmsburg zwischen dem 17. bis zum 19. Jahrhundert aus der Zusammendeichung einer Vielzahl kleiner Inseln. Ein anderes Beispiel ist die im Mittelalter begonnene Eindeichung des Kehdinger Lands, starke Uferabbrüche in Südkehdingen führten zur Rückdeichung und Aufgabe ganzer Ortschaften, in Nordkehdingen hingegen verbreiterte sich die Landfläche durch anhaltende Aufschlickungen um mehrere tausend Hektar und wurde im 19. Jahrhundert zunächst mit Sommerdeichen, im 20. Jahrhundert mit einem Landesschutzdeich gesichert.

### Wasserbaumaßnahmen

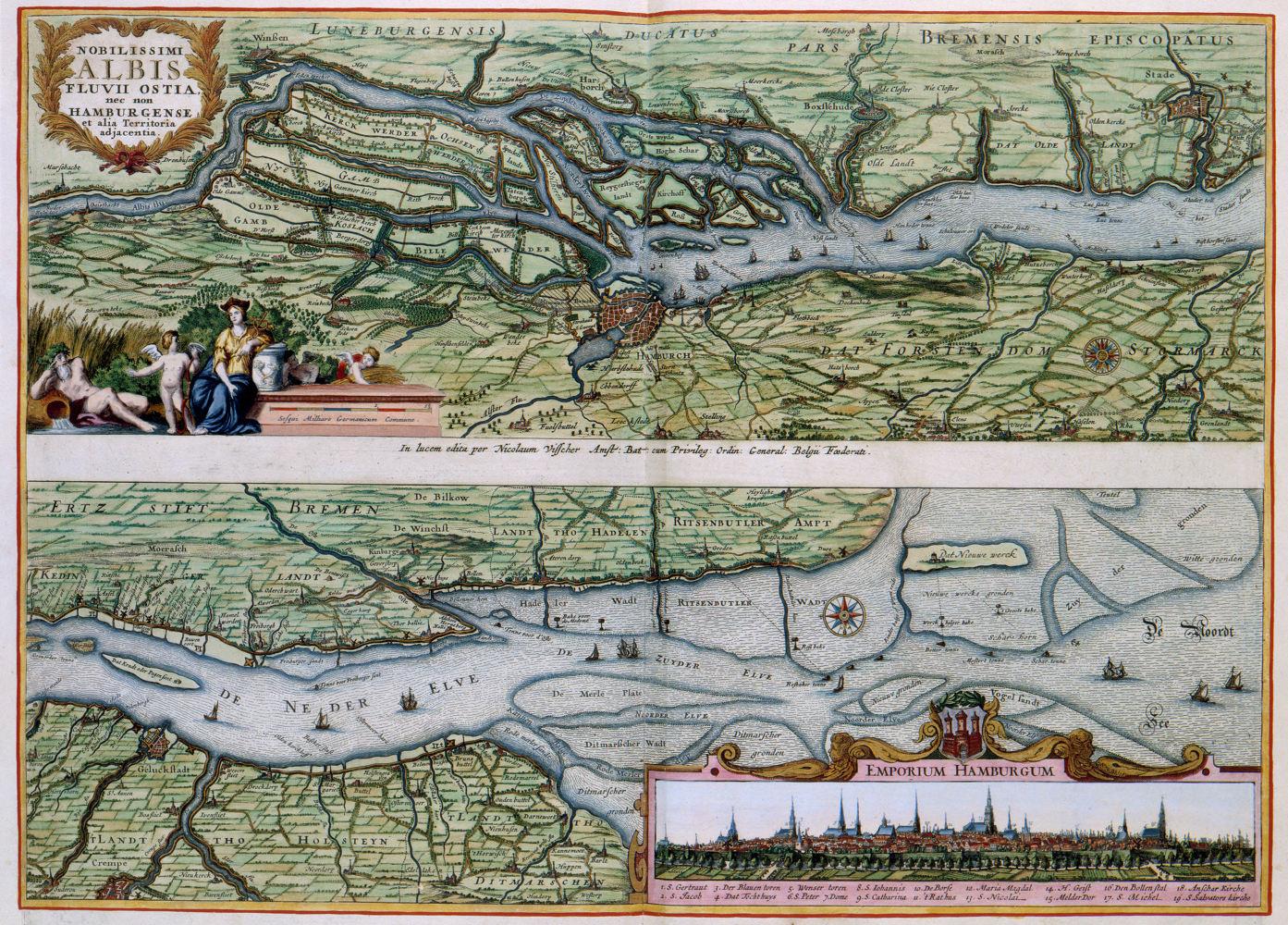
Karte der Niederelbe von Nicolaes Visscher, nach 1681

Bereits die Verlegung der Billemündung bis zur Alster im Jahr 1258, heute nachvollziehbar im Verlauf des Oberhafens, diente der Zuführung von Wasser in den Hamburger Hafen. Mit der Abdeichung der Gose Elbe 1344 beim heutigen Kiebitzbrack in Kirchwerder und der Dove Elbe 1437 südlich von Altengamme konnte die Schiffbarkeit der Norderelbe und damit die Erreichbarkeit des Hafens erhöht werden. Der Durchstich der Elbinsel Grasbrook, von 1549 bis 1604, der 1568 vorgenommene Durchstich des Spadenländer Busch und 1874 der Durchstich zwischen Peute und Kaltehofe, führten die Norderelbe näher an die Stadt heran, dienten der Begradigung des Schifffahrtwegs und der Erhöhung der Fließgeschwindigkeit. Buhnen und Leitdämme wurden für den Uferschutz und die Sicherung des Fahrwassers gebaut. Auch der Leitdamm vor Cuxhaven in der Außenelbe dient der Sicherung des Fahrwassers. Parallel wurde im gesamten Unterelbebereich der Schutz gegen Sturmfluten durch Eindeichungen und Verkürzungen der Deichlinie sowie nach der Sturmflut 1962 durch Deicherhöhungen und Absperrungen von Nebenflüssen durch Sturmflutsperrwerke intensiviert, um auf diesem Wege das auflaufende Wasser unter Kontrolle zu halten.

### Politische Ansprüche
Der Aufstieg des Hamburger Hafens (100 Kilometer von der Elbmündung entfernt) wurde begleitet durch die wiederholte politische Durchsetzung des Anspruchs auf das Fahrwasser der Niederelbe bis hin zur Nordsee.
- Als die flussabwärts gelegene Stadt Stade im Jahr 1259 vom Bremer Erzbischof Hildebold das Stapelrecht erhalten hatte und von passierenden Händlern forderte, dass sie ihre Waren für die Dauer von drei Wasserzeiten, also eineinhalb Tage lang, innerhalb der Stadt anbieten sollten, legte Hamburg eine Urkunde mit einem älteren Privileg vor. Demnach hatte Kaiser Barbarossa der Stadt am 7. Mai 1189 einen Freibrief ausgestellt, der ihr die Zollfreiheit bis zum Meer garantierte. Heute ist nachgewiesen, dass es sich bei dieser Urkunde um eine Fälschung aus Mitte des 13. Jahrhunderts handelt.[13]
- Um 1300 erwarb Hamburg durch einen Bündnisvertrag mit den Wurtfriesen das Recht zur Errichtung eines Wehrturms auf der Insel Neuwerk in der Elbmündung. Der Turm diente als Seezeichen und auch als militärischer Stützpunkt zur Sicherung des Handelsweges.
- Im 16. Jahrhundert klagten die Städte Harburg, Stade, Buxtehude und Lüneburg beim Reichsgericht dagegen, dass Hamburg versuchte, seinen Machtbereich auf die Süderelbe auszudehnen. Die Hamburger beauftragten daraufhin den Maler Melchior Lorichs, eine Karte der Unterelbe zu erstellen. Im Jahr 1568 wurde diese einen Meter hohe und zwölf Meter lange Karte dem Gericht vorgelegt, die die Süderelbe verkleinert und die Norderelbe vergrößert darstellte. Zudem waren sämtliche Fahrbahnmarkierungen und Leuchtfeuer eingezeichnet, die die Bedeutung und Sorge der Stadt Hamburg für den Fluss hervorhoben. Mit dem fünfzig Jahre später ergangenen Urteil von 1618 entschied das Gericht, dass Norder- und Süderelbe als ein Fluss anzusehen sei, auf den die Hamburger Privilegien anzuwenden waren.

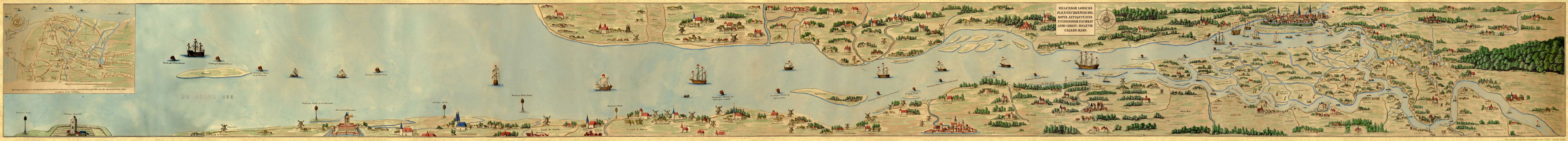
Die Hamburger Elbkarte von Melchior Lorichs aus dem Jahr 1568, nach einer Kopie von 1845 (Originalbild der Karte)

- Mit dem Gottorper Vertrag von 1768 konnte Hamburg die Elbinseln und Niederungen zwischen Billwerder und Finkenwerder (so auch Kaltehofe, die Peute, die Veddel, Grevenhof, Griesenwerder, den Pagensand und den nördlichen Teil von Finkenwerder) in seinen Besitz bringen.
- Der wachsende Gebietsbedarf des Hamburger Hafens und die wasserbaulichen Maßnahmen zugunsten der Norderelbe verschärften im 19. Jahrhundert die Konflikte mit den damals preußischen Nachbarstädten Altona und Harburg. In insgesamt drei sogenannten Köhlbrandverträgen zwischen Hamburg und Preußen konnte man sich auf gemeinsame Interessen am Ausbau der Elbe einigen, in der Hoffnung, dass die Häfen aller drei Städte davon profitieren:

Erster Köhlbrandvertrag 1868: Begradigung und Befestigung der Norderelbe, Ausbaggerung des Köhlbrands;
Zweiter Köhlbrandvertrag 1896: Stromkorrekturen und -regulierung, Elbvertiefung bei Nienstedten;
Dritter Köhlbrandvertrag 1908: Verlegung der Köhlbrandmündung um sechshundert Meter stromabwärts, weitere Vertiefung des Köhlbrands, Begradigung der Süderelbe, Verlängerung der Bunthäuser Spitze um vierhundert Meter, um das Wasser zu gleichen Teilen über Norder- und Süderelbe zu leiten.
- Mit dem Staatsvertrag betreffend den Übergang von Wasserstraßen von 1921 (WaStrÜbgVtr) ging die Hoheit über die Elbe und ihre Nebenflüsse und -kanäle an das Deutsche Reich über.[14]

Hamburg sicherte sich die Aufsicht über die Wasserwege von Oortkaten im Osten bis Blankenese im Westen, bei gleichzeitiger Verpflichtung des Reichs, dafür zu sorgen, „dass in der Regel die größten Schiffe Hamburg unter Ausnutzung des Hochwassers erreichen können“. Auf diesen Staatsvertrag stützen sich Hamburgs Ansprüche bis heute.
- 1929 kam es zur Vereinigung der hamburgisch-preußischen Hafengemeinschaft, mit der die Dörfer Finkenwerder, Francop, Moorburg und Altenwerder zum Hafenerweiterungsgebiet erklärt wurden.
- Mit dem Groß-Hamburg-Gesetz (erlassen im Januar 1937) wurden neben anderem die Häfen von Altona und Harburg und damit auch die Elbarme von Süderelbe, Reiherstieg und Köhlbrand nach Hamburg eingemeindet; seitdem umfasst das Stadtgebiet die Elbe von Altengamme und Oortkaten bis nach Wittenbergen.

## Historische Elbvertiefung
Neben den wasserbaulichen Maßnahmen und der politischen Absicherung aber war für den wachsenden Hamburger Hafen das relativ flache Wasser der Elbe sowie deren partielle Versandung und Sedimentbewegung ein drängendes Problem. Gegen die Verschlickung finden seit dem 15. Jahrhundert Ausbaggerungen im Hafenbereich statt. Für die Aufsicht über das Fahrwasser, eine hinreichende Wassertiefe und den Schiffsverkehr wurde 1555 eigens die Düpe-Kommission gegründet (Düpe ist das niederdeutsche Wort für Wassertiefe), eine Behörde, aus der im 19. Jahrhundert das Amt Strom- und Hafenbau hervorging, wiederum Vorgänger der heutigen Hamburg Port Authority. Die wachsenden Schiffsgrößen in der Handelsschifffahrt jedoch stellten die Hamburger Wirtschaft bereits am Ende des 18. Jahrhunderts vor das Problem der geringen Fahrwassertiefe, dem man bis heute jeweils zeitweilig mit Elbvertiefungen begegnete. Seit 1818 wurde die Fahrrinne neun Mal vertieft.
| Elbvertiefung Nr.           | bis 1818 | 1.     | 2.     | 3.     | 4.      | 5.      | 6.      | 7.      | 8.      | 9.      |
| Zählung lt. Hafenausbauplan | bis 1818 | -      | -      | 1.     | 2.      | 3.      | 4.      | 5.      | 6.      | 7.      |
| Beginn                      | bis 1818 | 1818   | 1850   | 1909   | 1922    | 1957    | 1964    | 1974    | 1991    | 2019    |
| Fertigstellung              | bis 1818 | 1825   | 1862   | 1910   | 1937    | 1964    | 1969    | 1978    | 1999    | 2022    |
| Tiefe unter NN              | −4,9 m   | −5,4 m | −6,7 m | −9,4 m | −11,4 m | −12,4 m | −13,4 m | −14,9 m | −16,8 m | −17,8 m |
| Tiefe unter SKN             | −3,0 m   | −3,5 m | −4,8 m | −7,5 m | −9,5 m  | −10,5 m | −11,5 m | −13,0 m | −14,9 m | −15,9 m |

### Elbvertiefungen im 19. Jahrhundert
Bereits 1797 veröffentlichte Reinhard Woltman (1757–1837; Hamburger Wasserbaudirektor von 1814 bis 1836) in seinem Buch Beyträge zur hydraulischen Architectur Pläne der Strombaukunst für die Verbesserung der Schifffahrt auf der Elbe. Eine Umsetzung wurde jedoch durch die französische Besetzung der Stadt verzögert, doch von 1818 bis 1825 konnten nach Woltmans Vorgaben durch systematische Stromcorrectionen die Fahrwassermängel gemildert werden. Die technischen Möglichkeiten waren beschränkt, so zogen Ewer mit sogenannten Stromeggen bei ablaufendem Wasser Schlick und Grund aus der Fahrrinne. Mit Drehewern, etwa 17 m langen und 4,3 m breiten hölzernen Fahrzeugen, an deren Bordwand über ein Drehgelenk ein langstieliger Ketscher mit eingehängtem Lederbeutel auf den Grund gelassen werden konnte, versuchte man die Sohle abzuschöpfen. Diese Ewer hatten ein Fassungsvermögen von 17 m³, die Beutel konnten jeweils 30 l Hafenschlick fassen. Auf diese Weise versuchte man eine Fahrrinne von gleichmäßigen 3,5 m unter Seekartennull (SKN) zu schaffen und zu erhalten. In einem Bericht der Schiffahrts- und Hafendeputation vom 27. Juni 1826 wurde die erfolgreiche Vertiefung der Fahrrinne um 50 Zentimeter gemeldet.

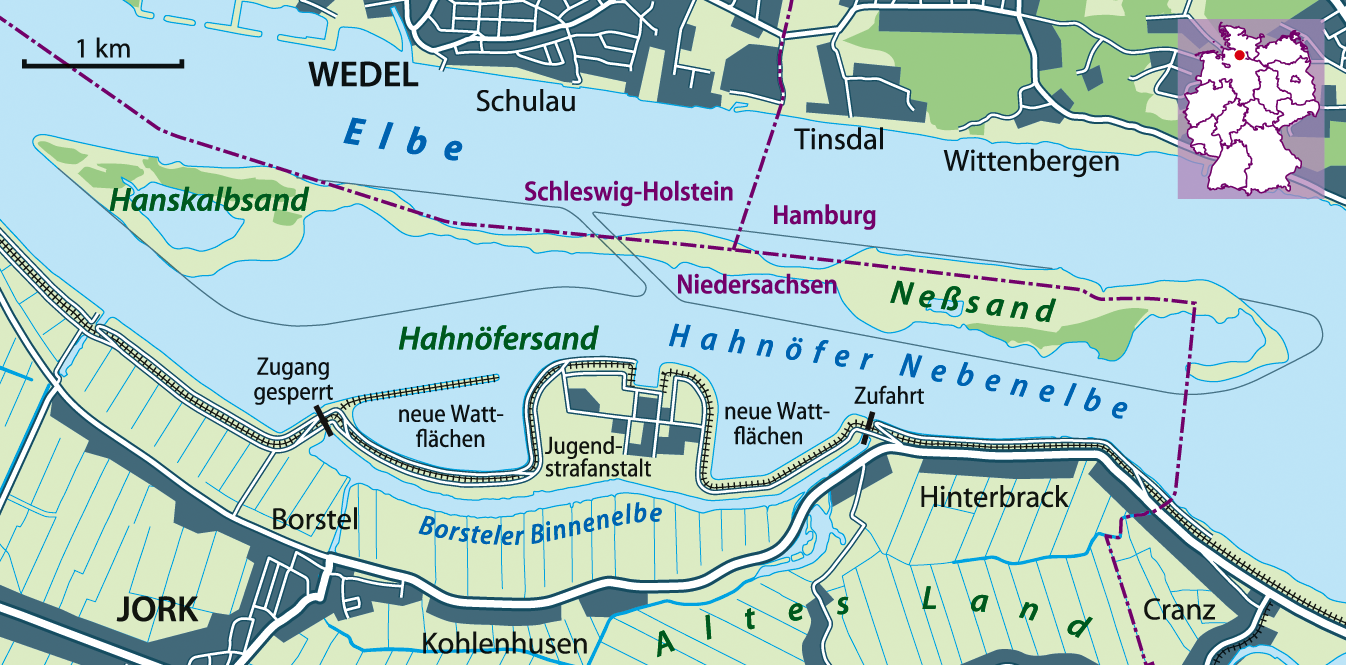
Die Elbe bei Blankenese im Jahr 2008

Im Jahr 1834 stellte die Hamburger Schiffahrts- und Hafendeputation den ersten dampfbetriebenen Eimerkettenbagger für die Nassbaggerei in Dienst. Um 1840 wurde nach Anlage der Kaimauer beim Johannisbollwerk am Jonashafen mit Hilfe dieses Baggers eine Wassertiefe von 13 Hamburger Fuß beziehungsweise 3,72 m SKN geschaffen. Die Probleme des zu flachen Fahrwassers aber entstanden hauptsächlich weiter elbab beim Blankeneser Sand, den die Schiffe nur an einer engen Stelle passieren konnten, bei Niedrigwasser oftmals überhaupt nicht. Mit den Planungen für den Ausbau des Hamburger Hafens seit Mitte des 19. Jahrhunderts wurden verstärkte Anstrengungen unternommen, die Elbe der Entwicklung der Dampfschifffahrt anzupassen. Unter Heinrich Hübbe (1803–1871, Wasserbaudirektor von 1837 bis 1864) konnte in einem kombinierten Verfahren aus Nassbaggerei und Stromlenkung durch Buhnenbau zwischen 1850 und 1862 die Fahrrinne der Elbe auf 4,8 Meter vertieft werden.
Nach Abschluss des Köhlbrandvertrages zwischen Preußen und Hamburg 1868 kamen weitere Maßnahmen hinzu, wie Stromverbreiterungen, Befestigung der Uferlinien, Anlage von Leitdämmen und Verkürzung der Norderelbe durch Abflachung der Krümmungen. Insbesondere aber wurde der Köhlbrand ausgebaggert. Bis 1897 wurde das Fahrwasser durch diese diversen Maßnahmen sowie eine Ausbaggerung bei Nienstedten nach dem Zweiten Köhlbrandvertrag von 1896 auf ein Maß von etwa 6 Meter vertieft.

### Elbvertiefungen im 20. Jahrhundert

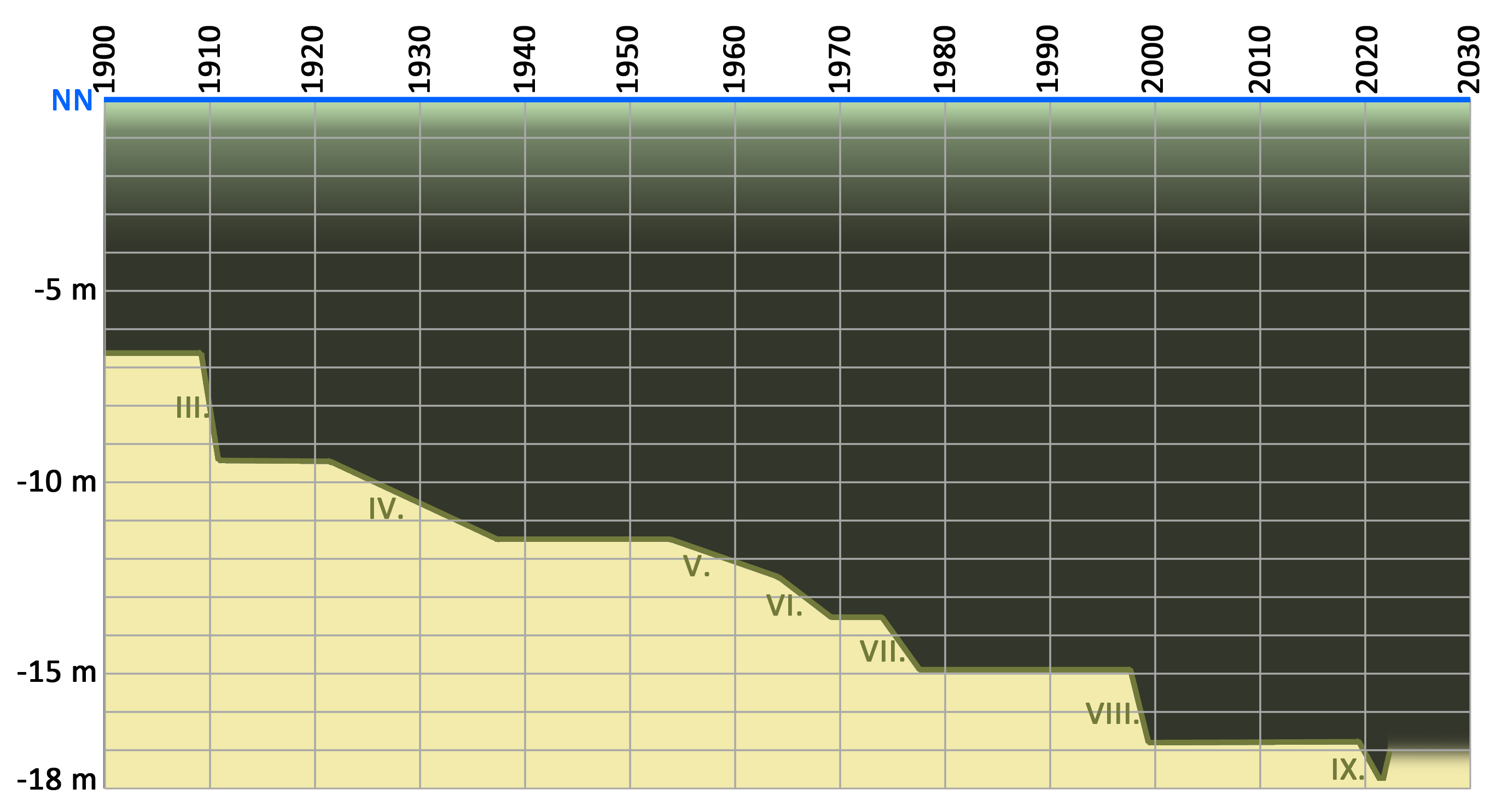
Grafische Darstellung der Elbvertiefungen in den letzten 120 Jahren

Die offizielle Zählung von Elbvertiefungen beginnt erst am Anfang des 20. Jahrhunderts. Nach dem Hafenausbauplan von 1908 und dem Dritten Köhlbrandvertrag, ebenfalls von 1908, bei dem eine langfristige Elbvertiefung auf 10,0 m unter SKN im gesamten Niederelbebereich festgelegt wurde, wurde die bereits seit 1897 geplante und zwischen 1909 und 1910 ausgeführte Maßnahme als Erste Elbvertiefung benannt, ungeachtet dessen, dass das Fahrwasser bereits im 19. Jahrhundert von drei bis vier Metern auf sechs Meter vertieft worden war. Bei dieser dritten respektive ersten Elbvertiefung wurde ein Ausmaß von 7,5 m SKN bzw. 9,4 m NN erreicht, dabei wurden bei Blankenese die künstlichen Inseln Schweinesand und Hanskalbsand aufgeschüttet, um die Strömung in der Fahrrinne zu bündeln.
Nach Abschluss des Staatsvertrags vom 29. Juli 1921 war die Reichswasserstraßenverwaltung für den „Um- und Ausbau der bestehenden Anlagen nach Maßgabe der verkehrs- und wirtschaftlichen Bedürfnisse der Länder und der verfügbaren Mittel“ zuständig. 1922 stellte Hamburg den Antrag auf weitere Vertiefung der Unterelbe, die Maßnahme wurde mit einem Nachtrag zum Staatsvertrag vom 18. Februar 1922 gebilligt. In der Ausführung wurde 1922 der Pagensand bei Blankenese aufgeschüttet und der Fluss bis 1937, mit einer Unterbrechung in den Krisenjahren, auf 9,5 m SKN bzw. 11,4 m NN vertieft.
Die fünfte Elbvertiefung beziehungsweise dritte des 20. Jahrhunderts wurde 1953 mit dem Ausbau der Rhinplate, einer Sandbank vor Glückstadt, eingeleitet. Bis 1964 kam es zu einer Vertiefung von 10,5 m SKN oder 12,4 m NN.
Die direkt im Anschluss folgende sechste Vertiefung wurde vor allem mit der Rolle der Mineralölindustrie im Hamburger Hafen und dem Anwachsen von Tankschiffen begründet, nach dieser Maßnahme mit der Schaffung eines Flussbetts von 11,5 m SKN bzw. 13,4 m NN sollten Tanker mit einem Ladegewicht von bis zu 70.000 Tonnen vollbeladen die Elbe aufwärtsfahren können.
Zwischen 1974 und 1978 wurde der weitere Ausbau der Fahrrinne auf 13,0 m SKN, bzw. 14,9 m NN betrieben, hinzu kamen umfangreiche Aufspülungen von Hollerwettern bis Scheelenkuhlen, im Vorland von Glückstadt, am Fährmannssand und von Hanskalbsand zusammen mit Neßsand.
Die achte Elbvertiefung wurde ab 1991 geplant und von 1998 bis 1999 umgesetzt, das Ergebnis war eine Fahrrinnentiefe von 12,9 m SKN oder 16,8 m NN. Seitdem können Containerschiffe die Elbe tideunabhängig bis zum Hamburger Hafen mit einem Süßwassertiefgang von 12,8 m bei einer Breite von 32,3 m befahren, Massengutschiffe bis zu einer Breite von 45 m bei gleicher Tiefe. Der Tidenhub beträgt normalerweise 3,7 m, weshalb sich der maximale Tiefgang bei Flut um etwa 1,8 m erhöht. So können tideabhängig auslaufende Schiffe einen Salzwassertiefgang von maximal 13,5 m haben. Es gibt ein Startfenster von 30 bis 80 Minuten, in dem Schiffe, je nach Typ, auch mit einem Tiefgang von maximal 15,1 m die Elbe hinauf fahren können. Damit sollte der Entwicklung der Schiffsgrößen entsprochen worden sein.

## Auswirkungen bis zur achten Elbvertiefung

### Veränderungen des Elbpegels in Hamburg

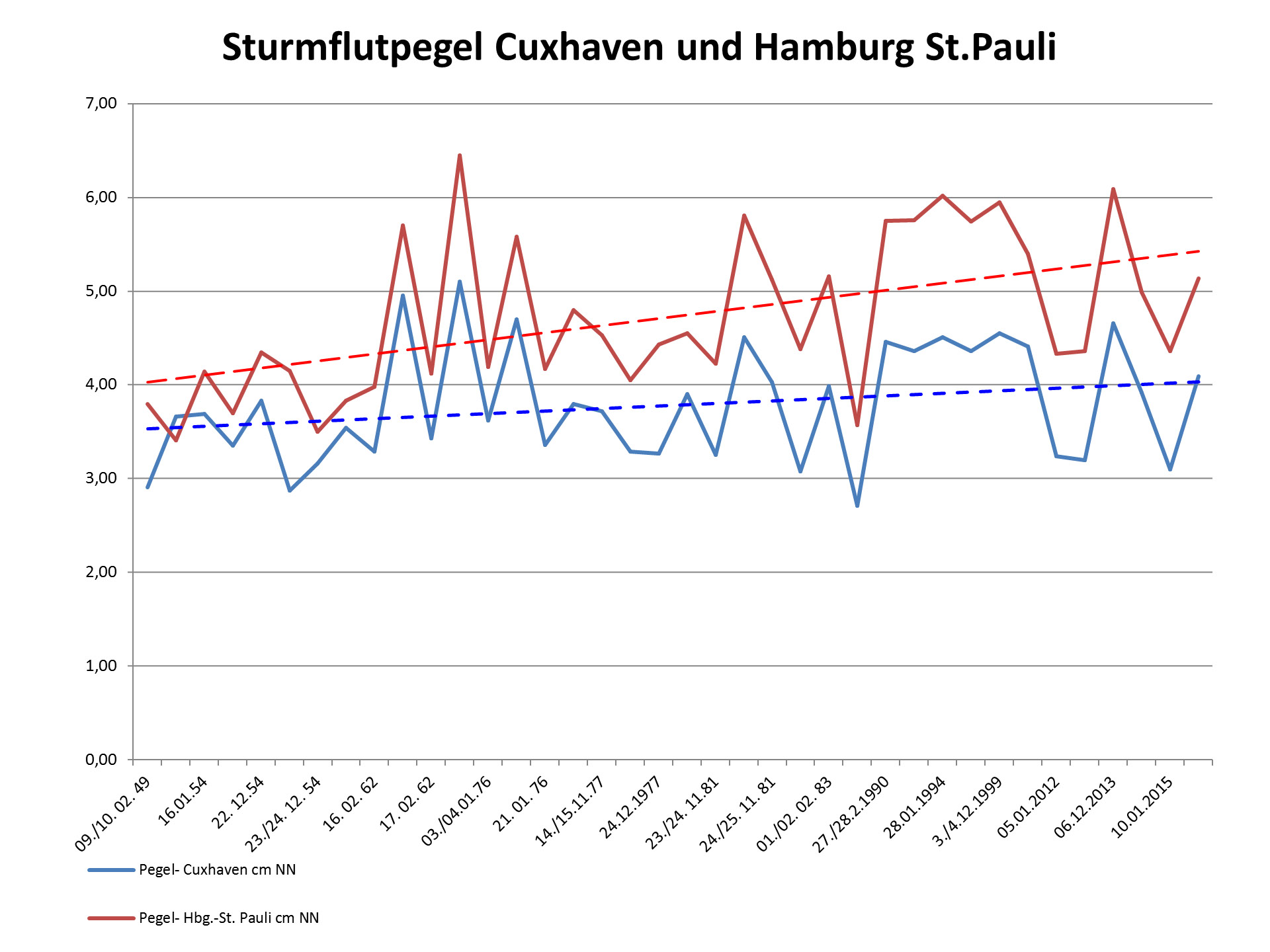
Sturmflutpegel Cuxhaven und Hamburg-St Pauli seit 1949

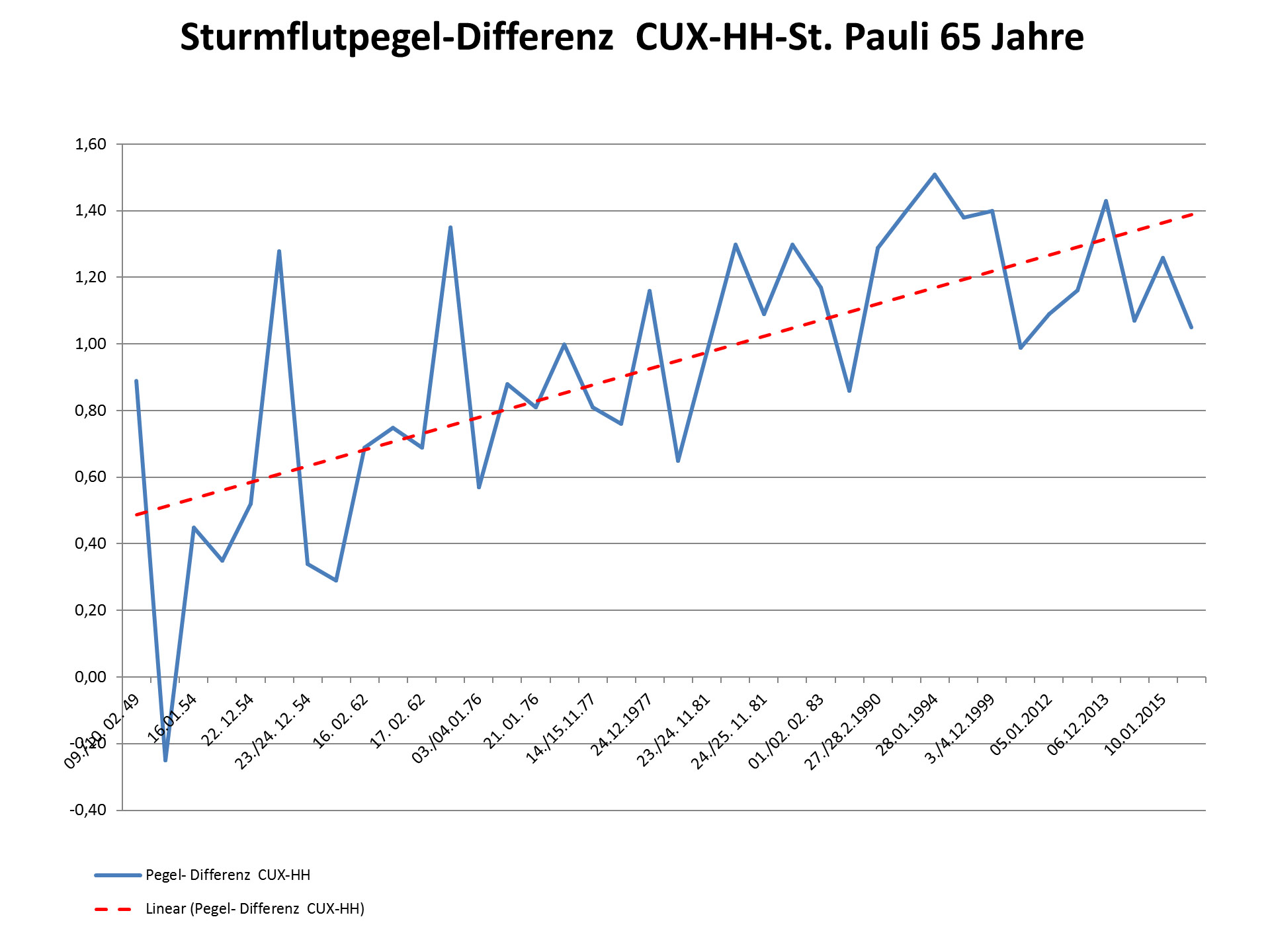
Sturmflutpegel-Differenzen Cuxhaven und HH-St. Pauli seit 1949

Bereits durch die ersten acht Elbvertiefungen hatte sich das ursprüngliche Tidegeschehen zwischen mittlerem Tideniedrigwasser (MTnw) und mittlerem Tidehochwasser (MThw) sowie die Wasserstände bei Sturmfluten (HThw) erheblich vergrößert. Der Tidenhub hatte sich in Hamburg bis zur Jahrtausendwende gut verdoppelt. Das mittlere Niedrigwasser war seit 1870 von −0,3 auf −1,5 m gefallen, während das mittlere Hochwasser von 1,6 m auf 2,1 m gestiegen war. Erkennbar war das gestiegene Hochwasser an der wesentlich häufigeren Überflutung des Hamburger Fischmarktes. Das gefallene Niedrigwasser dagegen gefährdete Ufersicherungen und zahlreiche Bauwerke auf Holzpfählen, deren Köpfe durch Sauerstoffeinfluss verrotteten, da sie nicht mehr ständig unter Wasser lagen.

### Sauerstofflöcher nach der achten Elbvertiefung

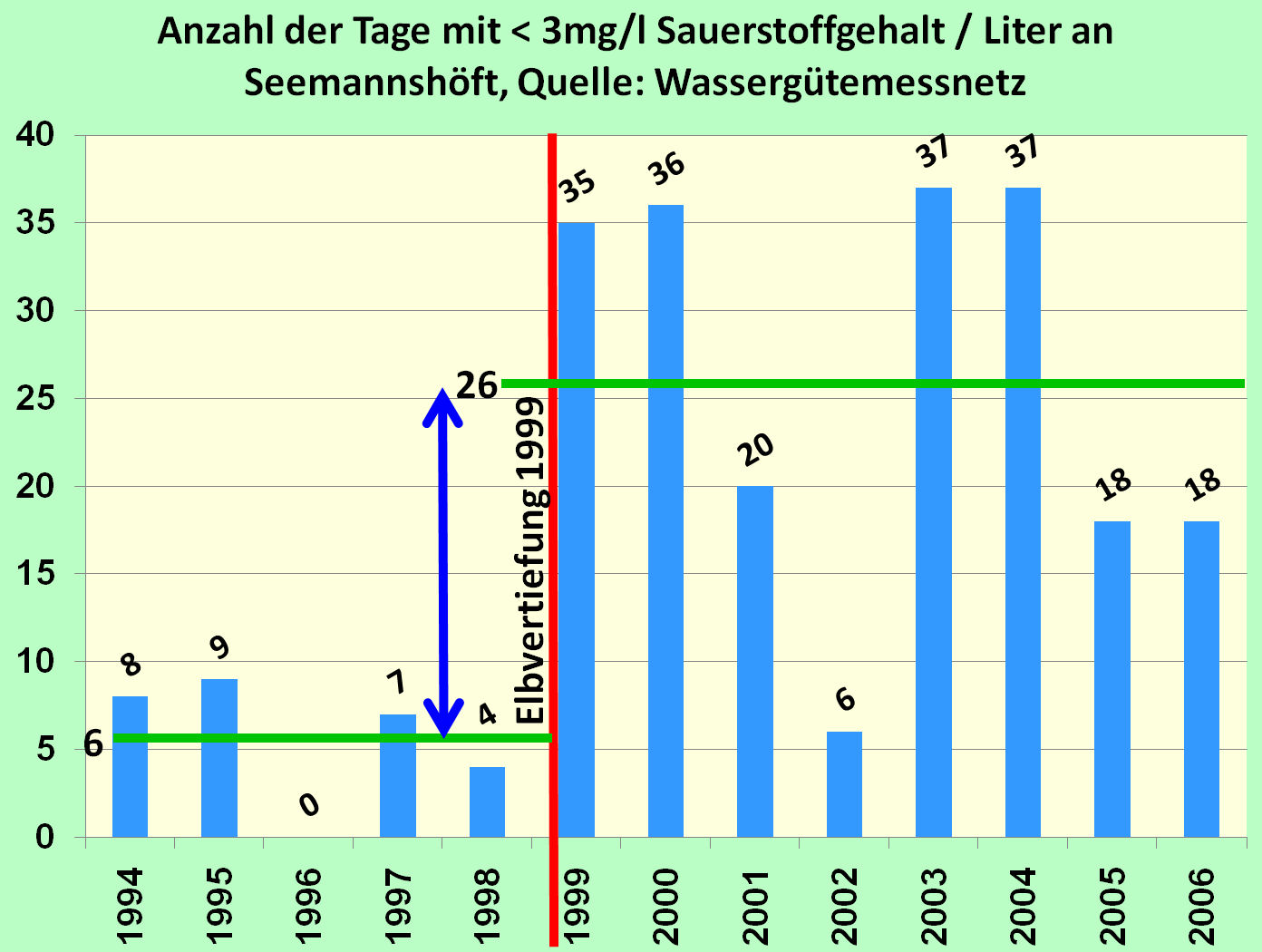
Der Sauerstoffgehalt der Elbe in Hamburg

Seit dem Sommer 2000 werden vermehrt und über längere Zeiträume sommerliche Sauerstofflöcher mit einem Sauerstoffgehalt von weniger als 3 Milligramm Sauerstoff pro Liter Wasser in der Tideelbe beobachtet. Ursächlich ist die achte Elbvertiefung mit ihrem Rückgang von Flachwassergebieten durch Sedimentation, die gestiegenen Unterhaltungsbaggerungen und das Schlickeggen im Hamburger Hafen und im Unterlauf.
Die Sauerstofflöcher traten bereits im Mai auf, eine Vorverlagerung im Jahresverlauf, welche die Population der Jungfische von Stint und Meerforelle vernichteten, wodurch die Stintpopulation in der Unterelbe seit 2018 zusammenbrach. Die Sauerstofflöcher hielten nach der achten Elbvertiefung bis Ende September an, eine außerordentliche Verlängerung der Mangelperiode und ein Indiz, dass die wasserbaulichen Eingriffe der achten Elbvertiefung den Sauerstoffgehalt der Unterelbe empfindlich absenkten. Beispielsweise löste das 15 km lange Sauerstoffloch im Juni 2007 unterhalb von Hamburg auf dem Weg zur Nordsee ein vollständiges Fischsterben in der Unterelbe aus.

## Die neunte Elbvertiefung

### Verfahren

#### Planfeststellung
Drei Wochen bevor die achte Elbvertiefung am 30. November 2000 den offiziellen Abschluss fand, wurde zur Erhaltung der Wettbewerbsfähigkeit der Häfen die nächste Vertiefung bis 2003 vom Zentralverband der Deutschen Seehafenbetriebe gefordert. Im September 2006 wurde auf Grundlage des Bundeswasserstraßengesetzes das Planfeststellungsverfahren für die 9. Elbvertiefung beantragt. Die Auslegung der Planunterlagen erfolgte vom 21. März bis zum 4. Mai 2007 mit verkürzter sechswöchiger Frist lt. Gesetz zur Beschleunigung von Planungsverfahren für Infrastrukturvorhaben (InfraStrPlanVBeschlG). In dieser Zeit wurden von den betroffenen Menschen, Verbänden und Kommunen ca. 5200 Einwendungen erhoben. Die Einwendungen legten erhebliche Mängel der Planung offen, die wesentliche Änderungen der Pläne zur Folge hatten. Am 11. Juni 2007 wurde der Antrag auf Durchführung einer vorgezogenen Teilbaumaßnahme von Hamburg Port Authority zurückgezogen. Im Herbst 2008 wurde eine erneute vierwöchige Planauslegung durchgeführt. Zuletzt hatte es 7200 Einwendungen gegeben.
Danach fand das dritte öffentliche Beteiligungsverfahren für die neunte Elbvertiefung statt: vom 31. Mai bis 14. Juli 2010 lagen die Planunterlagen in den betroffenen Städten und Gemeinden Schleswig-Holsteins und Niedersachsens und den Hamburger Bezirken aus. Zunächst wurde mit dem Vorliegen des Planfeststellungsbeschlusses im Herbst 2010 gerechnet, dieser Zeitplan konnte allerdings nicht gehalten werden. Zuletzt übermittelte die Planfeststellungsbehörde im Januar 2011 der Europäischen Kommission die Unterlagen für eine Stellungnahme nach der FFH-Richtlinie.
Am 6. Dezember 2011 verabschiedete die Europäische Kommission die Stellungnahme gemäß Artikel 6 Absatz 4 der Richtlinie und stellte fest, dass das Projekt der Elbvertiefung „aus zwingenden Gründen des überwiegenden öffentlichen Interesses“ durchgeführt werden kann, auch wenn die Verträglichkeitsprüfung negative Auswirkungen auf umliegende Gebiete, insbesondere Natura-2000-Gebiete aufzeigt. Es wurden strenge Auflagen bezüglich des Schutzes der prioritären Pflanzenart Schierlings-Wasserfenchel (Oenanthe conioides) und ein zwölfjähriges Monitoring vorgesehen. Dieses wird in Hamburg seit 2009 im zweijährigen Turnus durchgeführt. Diese Berichte müssen, laut Stellungnahme der Europäischen Kommission, über das Internet der Öffentlichkeit zugänglich gemacht werden. Zusätzlich wurde verlangt, dass Ersatzstandorte für diese streng geschützte Pionierpflanze an den Standorten Spadenländer Busch / Kreetsand, Zollenspieker, Alter Moorburger Hafen, Spadenländer Spitze und Overhaken errichtet werden müssen.
Mit übereinstimmenden Planfeststellungsbeschlüssen vom 23. April 2012 ließen die beiden Planfeststellungsbehörden des Bundes und der Freien und Hansestadt Hamburg das Vorhaben schließlich zu. Gegen diese Planfeststellungsbeschlüsse klagten zwei Umweltverbände, der BUND und der Naturschutzbund Deutschland. Am 17. Oktober 2012 stellte das Bundesverwaltungsgericht im Wege des vorläufigen Rechtsschutzes die aufschiebende Wirkung der Klage gegen die Planfeststellungsbeschlüsse des Bundes und der Freien und Hansestadt Hamburg wieder her, so dass die Planfeststellungsbeschlüsse nicht mehr vorläufig vollziehbar waren. Das Bundesverwaltungsgericht wollte zunächst weitreichende Fragen zum Gewässer- und Artenschutz klären, bevor durch Baumaßnahmen Fakten geschaffen worden wären. Das Bundesverwaltungsgericht zeigte im weiteren Verfahren mit einem Hinweisbeschluss eine Reihe von Rechtsfehlern in den Planfeststellungsbeschlüssen auf, die aber nach Auffassung des Gerichts durch Nachbesserungen geheilt werden können; zudem wollte das Bundesverwaltungsgericht die Entscheidung des Europäischen Gerichtshofs zu Fragen des europäischen Wasserrechts im Verfahren um die Fahrrinnenanpassung in der Weser abwarten. Die Planfeststellungsbehörden erließen daraufhin einen weiteren Planergänzungsbeschluss, um diesen ersten Hinweisen des Bundesverwaltungsgerichts nachzukommen. Nachdem die Entscheidung des Europäischen Gerichtshofs zur Weser vorlag, urteilte das Bundesverwaltungsgericht am 9. Februar 2017, dass auch die ergänzten Planfeststellungsbeschlüsse rechtswidrig und nicht vollziehbar seien, aber nicht an Mängeln litten, die zur Aufhebung der Beschlüsse führen müssten. Das Gericht benannte zwei Mängel, die sich auf die Eingriffsermittlung und die Kohärenzsicherung zugunsten des Schierlings-Wasserfenchels beziehen. Diese beiden Mängel könnten die Behörden des Bundes und der Freien und Hansestadt Hamburg in einem ergänzenden Verfahren heilen; im Übrigen seien alle Angriffe der klagenden Umweltverbände unbegründet.
Die Bereitstellung der nötigen geeigneten Ausgleichsflächen gestaltete sich für die Behörden des Bundes und der Freien und Hansestadt Hamburg in der Vergangenheit überaus schwierig; dies verschärfte sich dadurch, dass das Bundesverwaltungsgericht die Anforderungen an die Ausweisung von Ausgleichsflächen sehr hoch ansetzt und genau prüft. Die klagenden Umweltverbände kündigten an, bei weiteren zweifelhaften Flächenzuweisungsversuchen erneut gegen die Planfeststellungsbehörden zu klagen.
Am 4. Juni 2020 entschied das Bundesverwaltungsgericht jedoch, dass die Planfeststellungsbeschlüsse zur Fahrrinnenanpassung von Unter- und Außenelbe nach ihrer erneuten Änderung von Rechts wegen nicht mehr zu beanstanden seien.

#### Freigabe der maximalen Tiefgänge
Die Hansestadt Hamburg und die Bundesverwaltung Wasserstraßen und Schifffahrt (GDWS) gaben in der Folge die neuen maximalen Tiefgänge auf der Unterelbe frei. Unabhängig von Ebbe und Flut dürfen seitdem alle Schiffe mit einem Tiefgang von 13,50 Metern den Hamburger Hafen anlaufen. Auf der Flutwelle sind sogar Tiefgänge bis 14,50 Metern zulässig. Insbesondere die Sedimenteinträge in der Außenelbe haben jedoch zu Behinderungen des Schifffahrt geführt. Der Bund musste die zulässigen Höchsttiefgänge in mehreren Fällen auf bis zu 10,30 Meter reduzieren. Außerdem wurden bis Oktober 2022 für den Unterhalt der Fahrrinne rund 40 Millionen Kubikmeter Schlick aus der Elbe gebaggert.

### Planungsdetails der neunten Elbvertiefung
Ausgangslage für die geplante Elbvertiefung war die durch die letzte Vertiefung geschaffene Situation. Aus hydrologischen Gründen war die Fahrrinne bei der Vertiefung von 1999 nicht durchgängig und einheitlich vertieft worden, sondern zwischen Otterndorf und Lühe war ein Sockel belassen worden. Diese sogenannte „Sockellösung“ war ein Kompromiss zwischen der Befahrbarkeit durch tiefgehende Schiffe einerseits sowie der Vermeidung negativer hydrologischer Auswirkungen bei Hochwasser, Niedrigwasser und Fließgeschwindigkeit. Aufgabe dieses Sockels ist die Dämpfung des Tidegeschehens.
Bei der neunten Elbvertiefung wollen die Planer andere Wege beschreiten. Die Tidedämpfung soll künftig nicht mehr zwischen Otterndorf und Lühe, sondern bereits in der Mündung erfolgen. Hauptelement dafür ist die Verfüllung der Medemrinne im Bereich des Altenbrucher Bogens mit knapp 13 Millionen Kubikmetern Sediment. Der Teilverschluss dieses Nebenfahrwassers führt laut Planunterlagen zu starken hydrodynamischen Veränderungen. So soll sich die Fließgeschwindigkeit im Hauptfahrwasser im Altenbrucher Bogen um 15 % erhöhen, dort wird mit bis zu 3,5 m/s jetzt bereits die höchste Fließgeschwindigkeit in der Elbe gemessen. Außerdem soll durch den Verschluss der Medemrinne die Tidepegelerhöhung in der Unterelbe halbiert werden und die Versalzung nicht ganz so weit ins Binnenland dringen. Gegengutachter der Umweltverbände bemängelten, dass die Rechenmodelle zur Strömungsdynamik nach der Medemrinnenverfüllung sich auf einen extrem knappen Zeitraum von 14 Tagen beschränken. Durch Modelle mit längerem Berechnungszeitraum ermittelten die Gegengutachter eine stark abweichende Sedimentlagerung.
Im Gegenzug zur Verfüllung der Medemrinne soll der Sockel zwischen Otterndorf und Lühe künftig entfallen, dort soll die Fahrrinne auf 19 m unter Normalnull vertieft werden, ebenso wird das Hauptfahrwasser im Altenbrucher Bogen um bis zu 2,4 m vertieft.
Bei Flusskilometer 695 soll ein Warteplatz für große Container- und Frachtschiffe im Bereich der Nordost-Reede vor dem Elbehafen Brunsbüttel eingerichtet werden sowie eine Verbreiterung kurz vor Hamburg (nautische Bezeichnung „Begegnungsbox“ und wasserbauliche Bezeichnung „Sedimentfalle“). Sie soll (Stand Mai 2013) sieben Kilometer lang und 400 m breit sein bzw. werden.
Mit der Errichtung einer Sedimentfalle wurde bereits im Mai 2008 begonnen, wogegen der Landkreis Stade Klage erhoben hat. 
Das dort anfallende Baggergut wird am Leitdamm vor Cuxhaven verklappt, der sonst zu unterkolken droht.
Das Baggergut wird an verschiedenen (teilweise auch heute schon genutzten) Klappstellen verklappt. Das erste große Verklappungsgebiet wird die Medemrinne sein, die dadurch aufgehöht werden soll. Die kleinen heute schon für die Erhaltungsbaggerung benötigten Klappstellen vor Cuxhaven bleiben weiter bestehen.
Für die Unterwasserdeponien in der Medemrinne und vor dem Neufelder Watt ist ein Volumen von ca. 20 Mio. m³ vorgesehen. Die Schließung der Medemrinne ist auch als Deponie für Baggergut ein wesentliches Element der geplanten Baumaßnahme. Das Baggergut im Bereich Brunsbüttel wird auch dort verklappt, weiter in Richtung Wedel wird es zur Errichtung von Flachwasserzonen an verschiedenen Uferbereichen genutzt, um den Flutschutz von Hamburg zu unterstützen. Die Elbinsel Pagensand wird dabei aufgespült. Aus der sandigen Fahrrinne vor Hamburg soll das Baggergut für verschiedene anstehende Baumaßnahmen im Hafen genutzt werden. Für die letzte Elbvertiefung wurden 14 Mio. m³ gebaggert, die Unterhaltungsbaggerungen betragen derzeit ca. 20 Mio. m³ p. a. und für die geplante Maßnahme sind insgesamt 38,5 Mio. m³ veranschlagt.
Eine Zahl zum Vergleich: Für den Jade-Weser-Port in Wilhelmshaven wurden 3,5 Mio m³ gebaggert.
Neben der geschilderten Vertiefung der Fahrrinne in bestimmten Bereichen ist in einigen Bereichen eine Verbreiterung der Fahrrinne um maximal zwanzig Meter geplant, um Schiffsbegegnungen („Begegnungsverkehr“) zu erleichtern.

### Kosten-Entwicklung der neunten Vertiefung
2005 wurde die Maßnahme mit rund 320 Millionen Euro veranschlagt, mit einer Kostenaufteilung von einem Drittel für Hamburg und zwei Dritteln für den Bund. Der Hamburger Senat unter Olaf Scholz („Senat Scholz I“) plante demnach, sich an den Kosten mit ca. 80 Millionen Euro zu beteiligen, der Bund sollte die verbleibenden 240 Millionen Euro übernehmen. Ende 2008 wurde die Kostenkalkulation auf rund 400 Millionen Euro Gesamtkosten korrigiert. Mitte 2018 wurden neue Zahlen veröffentlicht, demnach wurden die Gesamtkosten nun auf rund 850 Millionen Euro kalkuliert, die Stadt Hamburg hätte davon ca. 286 Millionen Euro zu tragen. Aufgrund dieser erneuten Kostensteigerung forderte die Umweltschutzorganisation BUND vom Landesrechnungshof eine Untersuchung zur Kosten-Nutzen-Rechnung.

### Projektbegründung der neunten Vertiefung

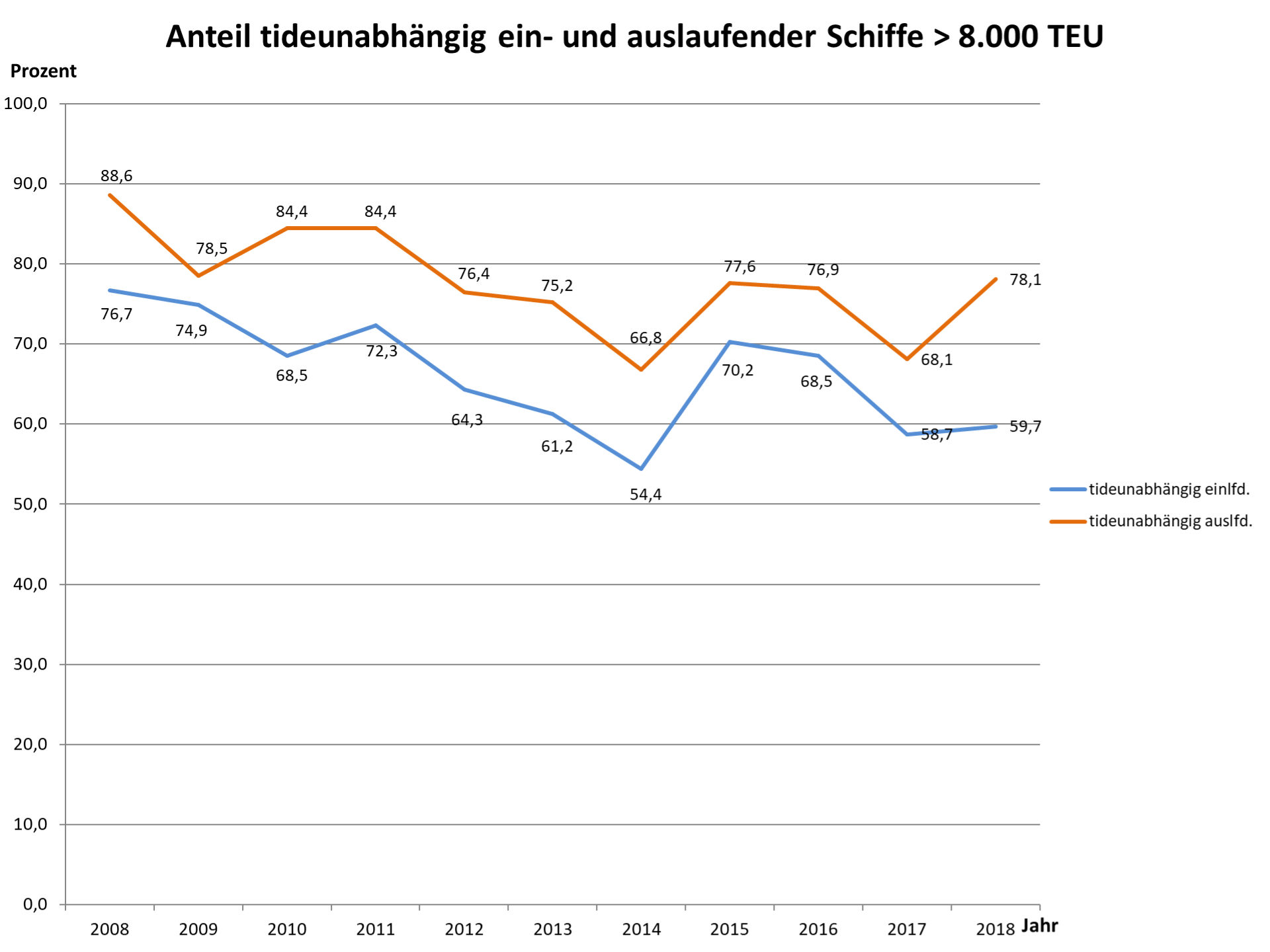
Anteil der tideunabhängig ein- und auslaufenden Containerschiffe mit einer Ladekapazität von über 8.000 TEU im Hamburger Hafen.

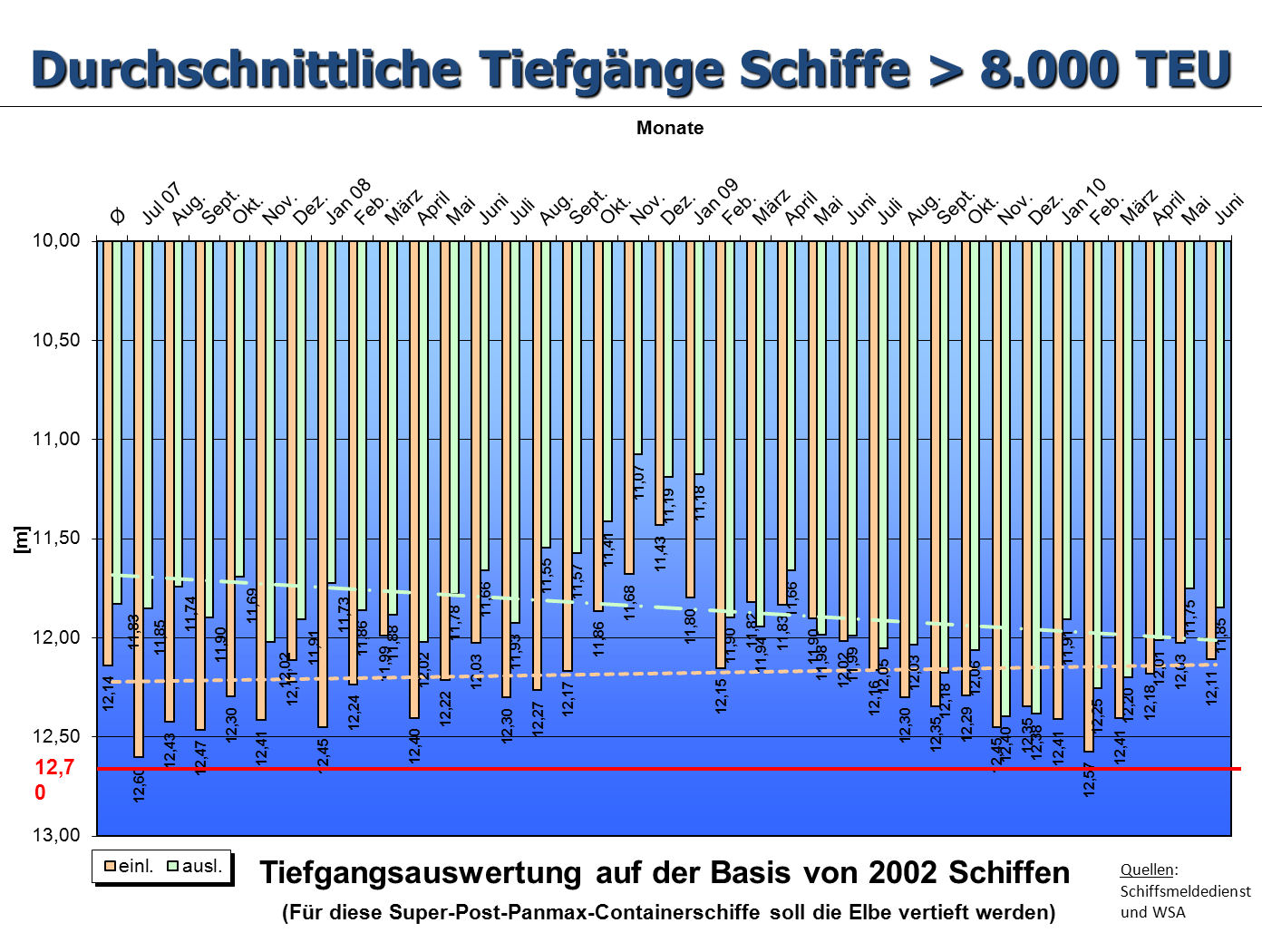
Durchschnittliche reale Tiefgänge der SPP-Schiffe Juli 2007 bis Juni 2010, Quelle: WSD Nord

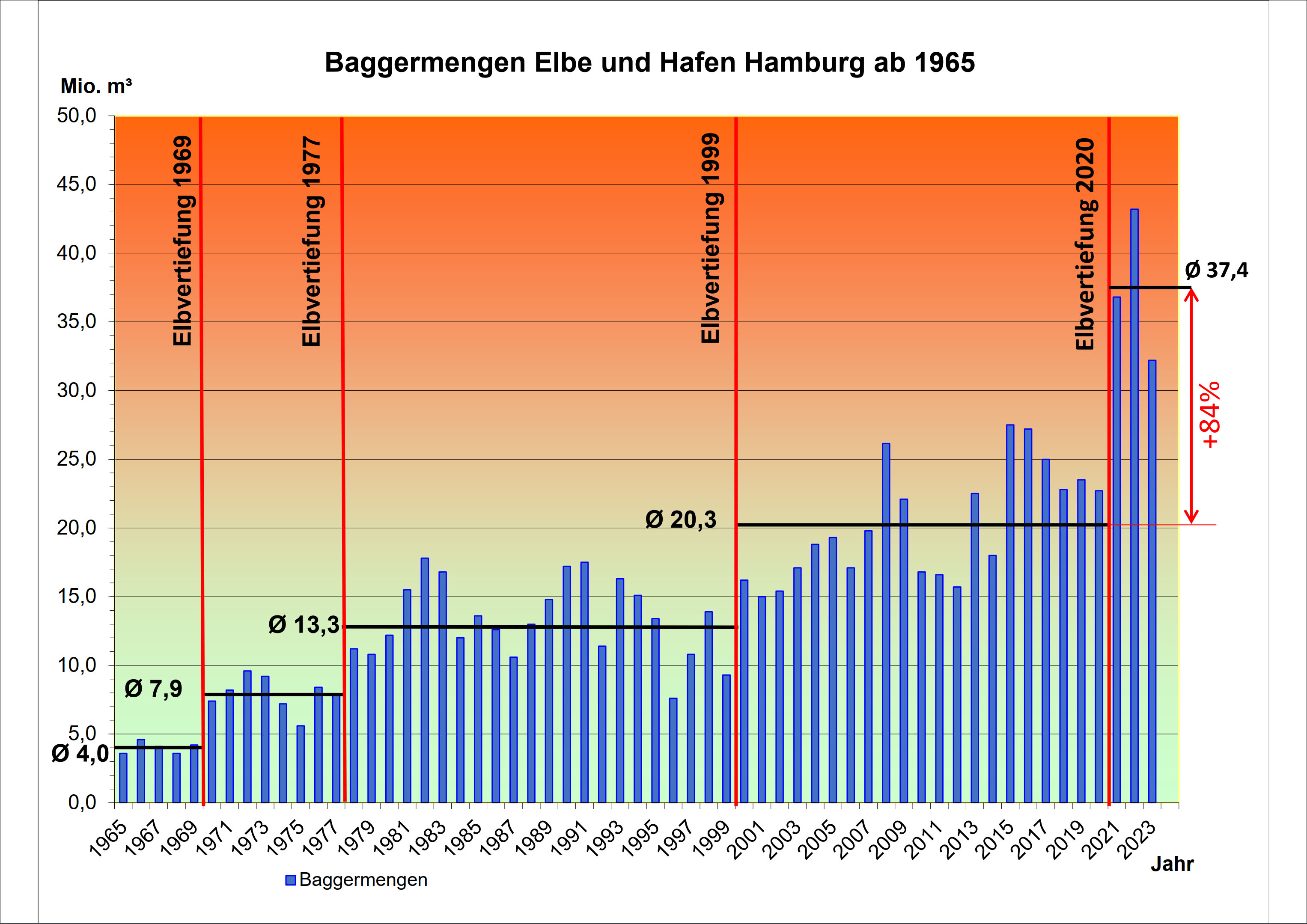
Unterhaltungsbaggerungen auf der Unterelbe

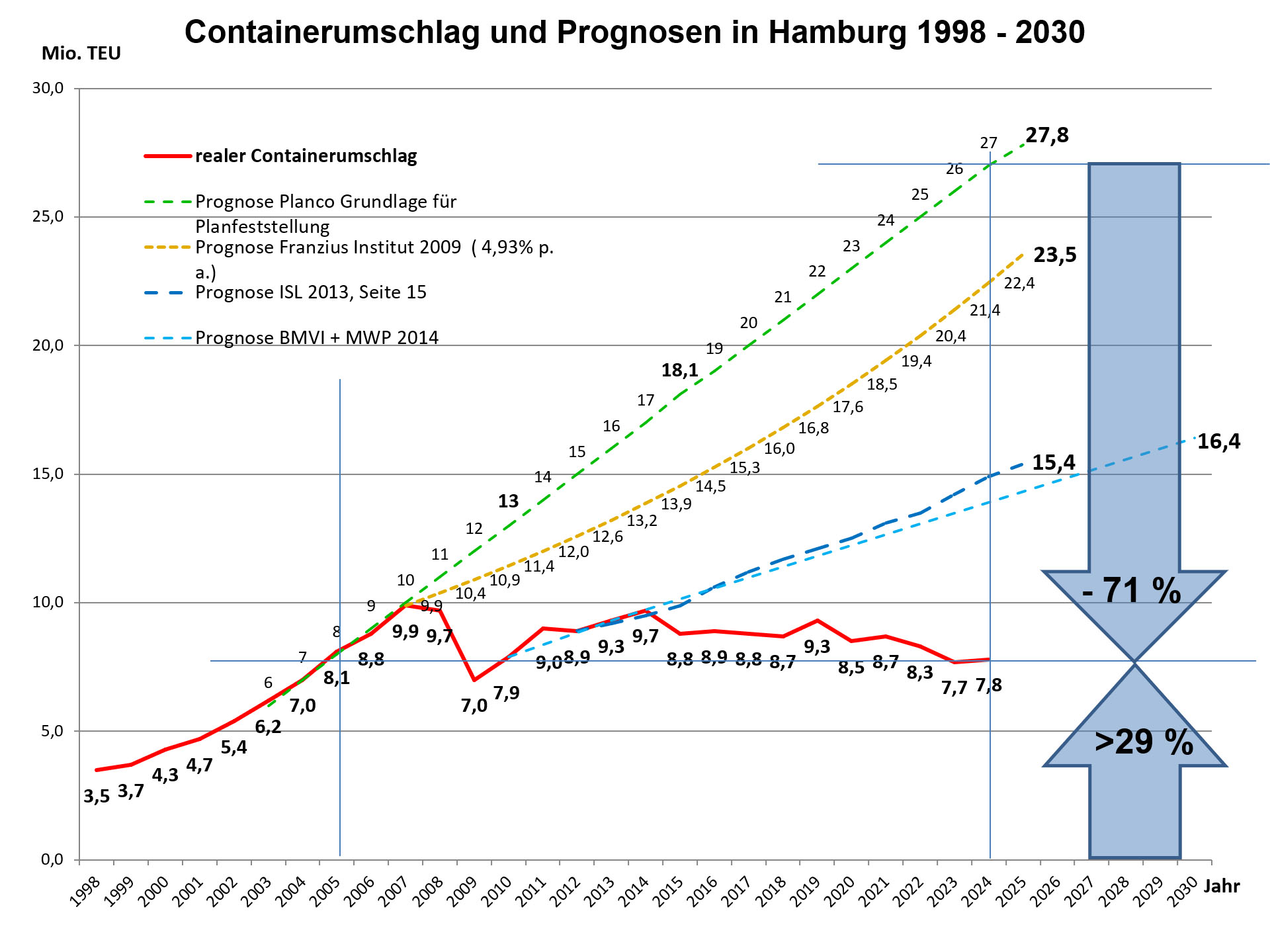
Gegenüberstellung des Containerumschlags in Hamburg mit Prognosen und Annahmen

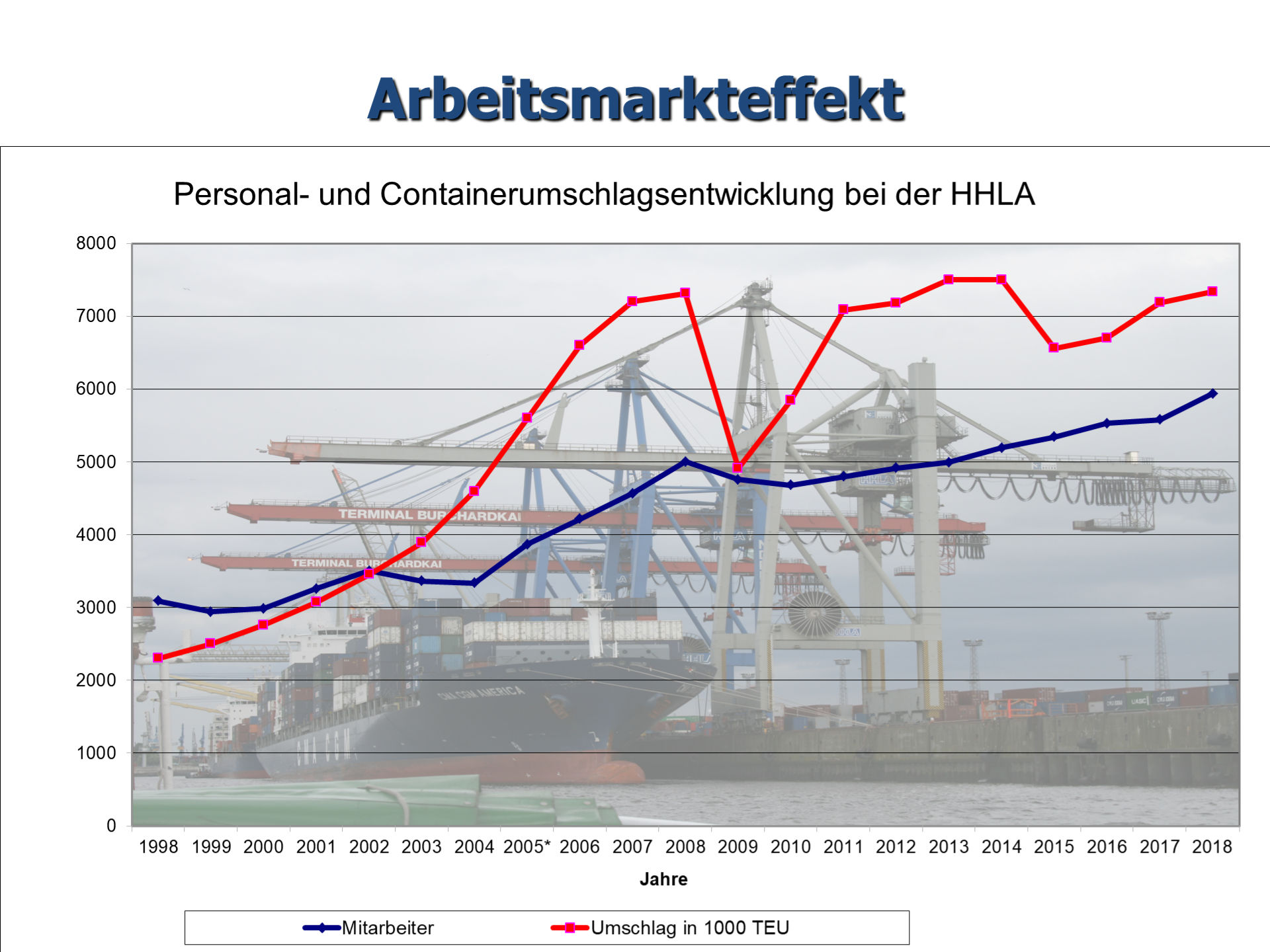
Personal- und Umschlagentwicklung am Beispiel der HHLA, die ca. 2/3 des Containerumschlags in Hamburg abwickelt

Ausgangspunkt für das offiziell als Fahrrinnenanpassung von Unter- und Außenelbe für 14,5 m tiefgehende Containerschiffe bezeichnete Bauvorhaben ist die mit den Planunterlagen vorzulegende Bedarfsbegründung. Sie basiert auf den Untersuchungen der Planco Consulting GmbH sowie verschiedener Fachbehörden des Bundes und eigener Untersuchungen des Projektbüros. Danach wird die erneute Vertiefung der Elbe vom Vorhabensträger (VT) mit ökonomischen Interessen begründet.
Die starke Zunahme des Welthandels hatte zweistellige Zuwachsraten beim Containerverkehr und den Trend zu größeren Containerschiffen zur Folge. Große und tiefgehende Containerschiffe werden insbesondere auf langen Fahrten eingesetzt, also zwischen Europa und Fernost. Der Ferne Osten ist das traditionelle Handelsgebiet des Hamburger Hafens. Dementsprechend hat auch dieser Verkehr stark zugenommen und wird weiter zunehmen. Dem Containerschiff mit 14,5 m Konstruktionstiefgang kommt dabei nach vorliegenden Erkenntnissen die Hauptrolle zu. Die Zunahme tiefergehender Schiffe am Fernosthandel führt auch zu größeren tatsächlichen Tiefgängen.
So stehen die Reeder laut VT zunehmend vor dem Problem, entweder Wartezeiten oder Landungsverluste in Kauf zu nehmen oder sogar auf andere Häfen auszuweichen. Aufgrund des weltweit in festen Fahrplänen getakteten Containerschiffsverkehrs spielt Verlässlichkeit hier eine herausragende Rolle.
Aufgrund der Restriktionen der gegenwärtigen Anlaufverhältnisse werden Landungsverluste, Ladungsumlenkung und der Verlust ganzer Linien und damit eine erhebliche Beeinträchtigung der Wettbewerbsfähigkeit des Hamburger Hafens befürchtet. Die Prognosen gingen bei ohne weitere Verzögerungen durchgeführter Elbvertiefung von einem Umschlag von 18 Mio. TEU im Jahr 2015 aus und ermittelten für den Fall des Verzichts einen Umschlag von 16 Mio. TEU. Dieser mögliche Ladungsverlust von 2 Mio. TEU begründete im Kern die geplante Elbvertiefung. Der Endbericht der Potenzialprognose des Instituts für Seeverkehrswirtschaft und Logistik von 2010 ermittelt für 2025 gegenüber den Planco-Gutachten mit 27,8 Mio. TEU geringere Umschlagszahlen. Hier werden je nach weltwirtschaftlicher Entwicklung für 2025 Umschlagszahlen zwischen 15,7 und 25,3 Mio. TEU genannt.

#### Arbeitsplätze
Laut der Behörde für Wirtschaft und Arbeit der Freien und Hansestadt Hamburg waren 2005 in der Metropolregion Hamburg rund 154.000 Arbeitsplätze direkt und indirekt vom Hafen Hamburg abhängig. So sind etwa 68.000 Plätze direkt der Hafenwirtschaft in Seehafenbetrieben, Logistikunternehmen oder Finanzdienstleistungsunternehmen bzw. der öffentlichen Verwaltung mit Hafenbelangen zuzuordnen. 18.000 Angestellte sind der Hafenindustrie angehörig. Weitere 68.000 Beschäftigte sind diesen Angaben zufolge indirekt vom Hafen abhängig. Sie arbeiten in Unternehmen, die geschäftliche Beziehungen zu Unternehmen aus Hafenwirtschaft und -industrie unterhalten. Hinzugerechnet werde dabei auch die Beschäftigten, die durch die Konsumausgaben der im Hafen angestellten Menschen ihren Arbeitsplatz gesichert haben. Je ein Drittel dieser Beschäftigten kommen aus den anliegenden Bundesländern des Hafens. Vertreter der Hafenwirtschaft betonen die Bedeutung des Hamburger Hafens für den Arbeitsmarkt: Von 2001 bis 2004 seien netto 9000 Arbeitsplätze in der Hafenwirtschaft entstanden.
Das für die Vertiefung zuständige Projektbüro ging von jährlich 2 Mio. TEU zusätzlich möglichem Umschlag, dadurch rund 17.700 direkt und indirekt hafenabhängigen Arbeitsplätzen und 2,4 Mrd. Euro möglicher jährlicher Wertschöpfung durch die Auswirkungen der Maßnahme aus. Mit Fahrrinnenvertiefung seien bis 2015 168.000 hafenabhängige Arbeitsplätze insgesamt möglich, ohne wurde mit einem Rückgang auf etwa 120.000 gerechnet.[veraltet]
Kritiker aus den Umweltverbänden, von den Grünen und der niedersächsischen Politik bezweifeln die Zahlen. Der Anteil der Schiffe, die die geplante Tiefe ausnutzen können, sei derzeit noch gering, die weitere Entwicklung nicht sicher. Da die Schiffe und die einzelnen Container nur selten maximal beladen sind, erreichten Schiffe nur selten den maximalen Tiefgang. Das Projekt Fahrrinnenanpassung sei auf Prognosen des Büros Planco Consulting gestützt, die von Kritikern als intransparent und veraltet betrachtet werden. Die in der Projektbegründung genannte Zahl der vom Hamburger Hafen abhängigen Arbeitsplätze sei zwar beeindruckend und öffentlichkeitswirksam, sage aber tatsächlich nichts über die Zahl Arbeitsplätze aus, die durch die erneute Elbvertiefung geschaffen oder gesichert werden können. Zahlen über Arbeitsplatzverluste in Landwirtschaft, Fischerei und Tourismus wurden laut Planunterlagen nicht erhoben. Abnehmende Fischbestände und Fangplätze, zunehmende Verbrackung sowie die Schließung kleiner Häfen haben Arbeitsplatzverluste zur Folge.
Dieter Läpple vom Institut für Stadt- und Regionalökonomie der TUHH hat Arbeitsmarktuntersuchungen unter anderem auch in Hamburg durchgeführt und bestreitet grundsätzlich den Zusammenhang zwischen Hafenwachstum und Arbeitsplätzen. Er bezeichnet die Zahlen als Mondrechnungen, die nicht haltbar sind.

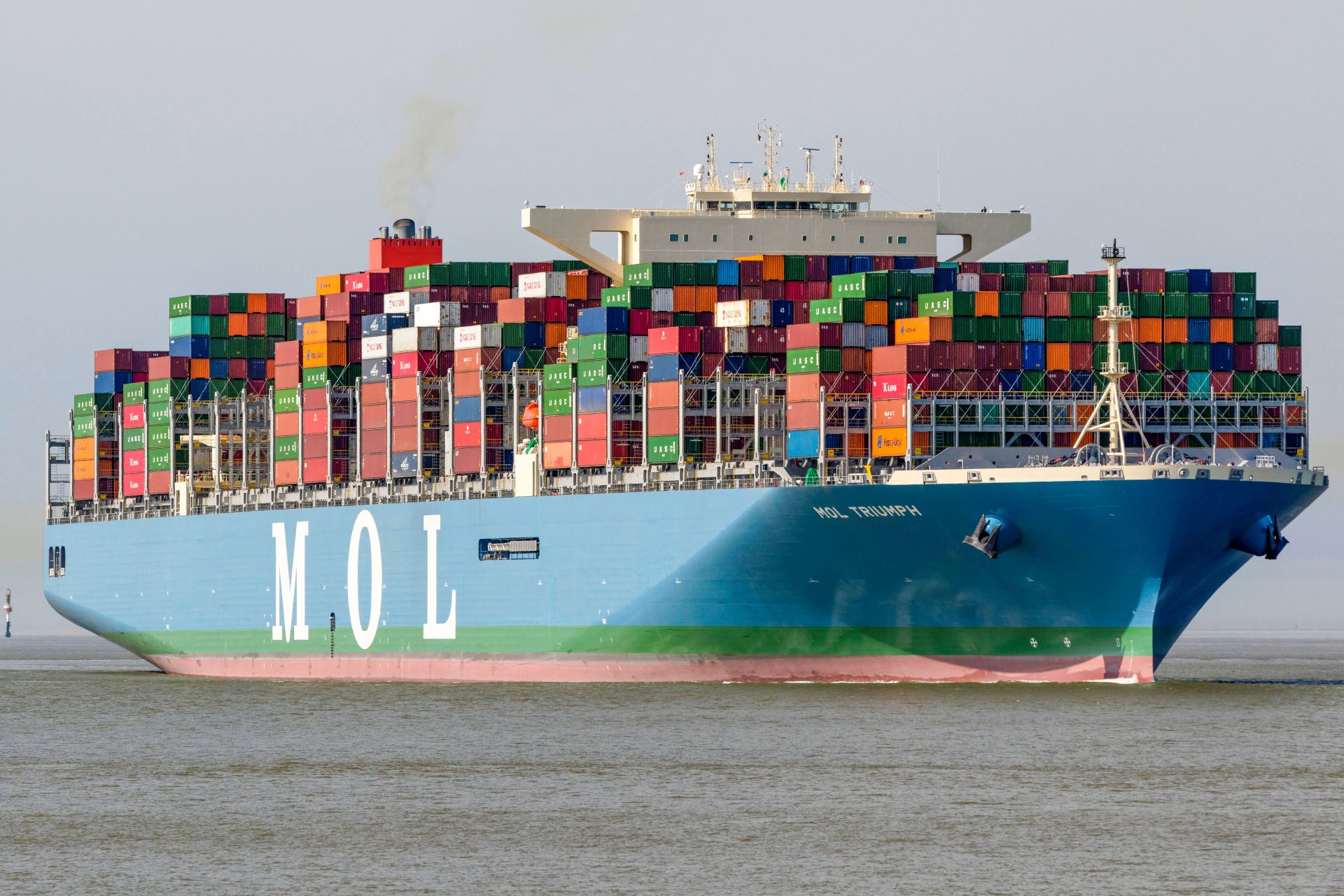
MOL Triumph läuft am 15. Mai 2017 mit 400 m Länge, 58,80 m Breite und 20.170 TEU, also als erstes Schiff mit über 20.000 Stellplätzen in die Elbe ein. Der Tiefgang betrug 13,40 m von maximal möglichen 13,90 m in Frischwasser. (Aufnahme vor Cuxhaven)
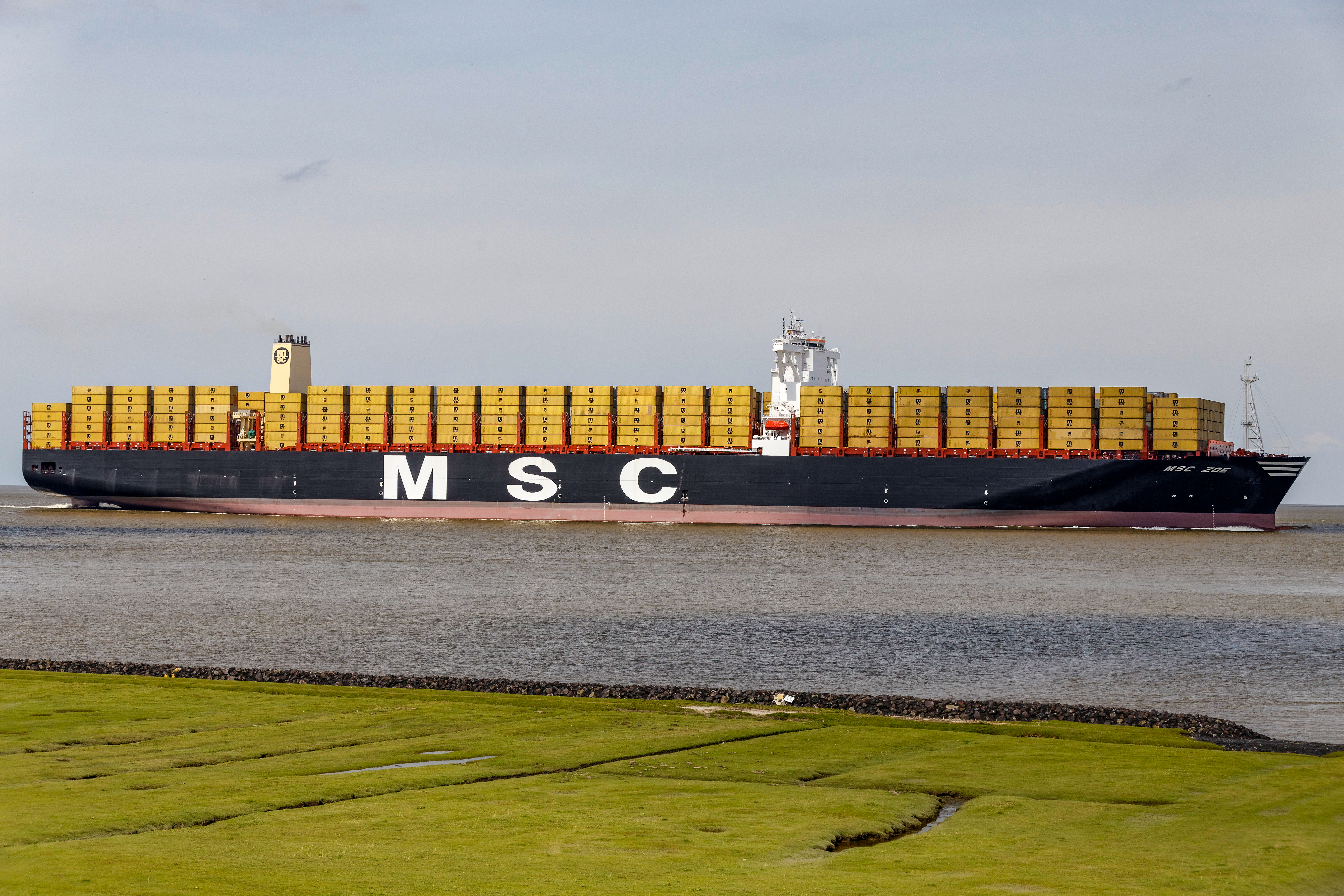
Die MSC Zoe beim Erstanlauf am 1. August 2015 vor Otterndorf stellt bei gleichen Außenabmessungen mit 19.224 TEU Ladekapazität einen neuen Rekord der wachsenden Schiffsgrößen auf.
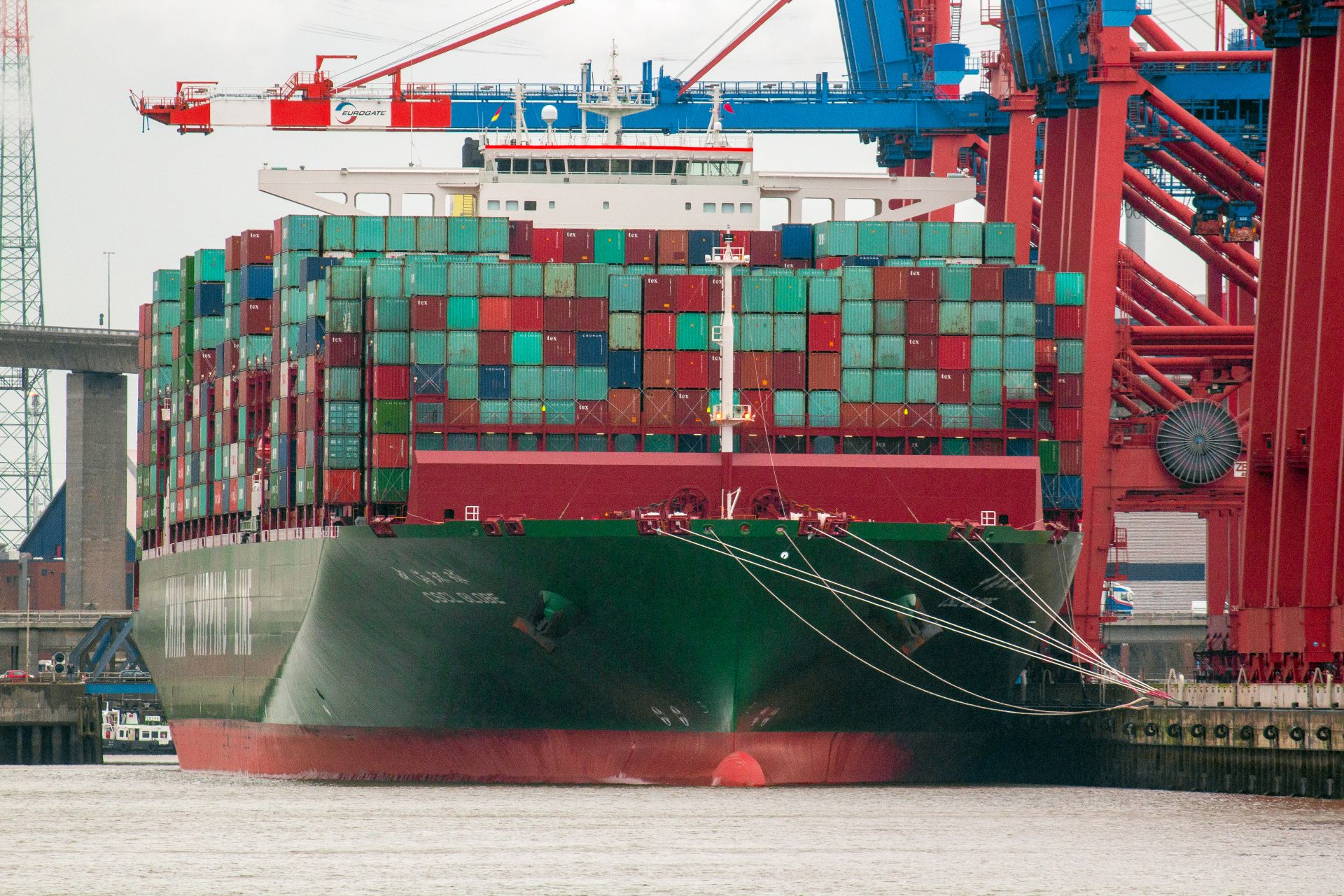
CSCL Globe läuft am 13. Januar 2015 als damals größtes Containerschiff der Welt mit einer Länge von 399,7 m, Breite 58,6 m, Konstruktionstiefgang 16 m und einer Ladekapazität von 19100 TEU den Hamburger Hafen an (Bild im Waltershofer Hafen)
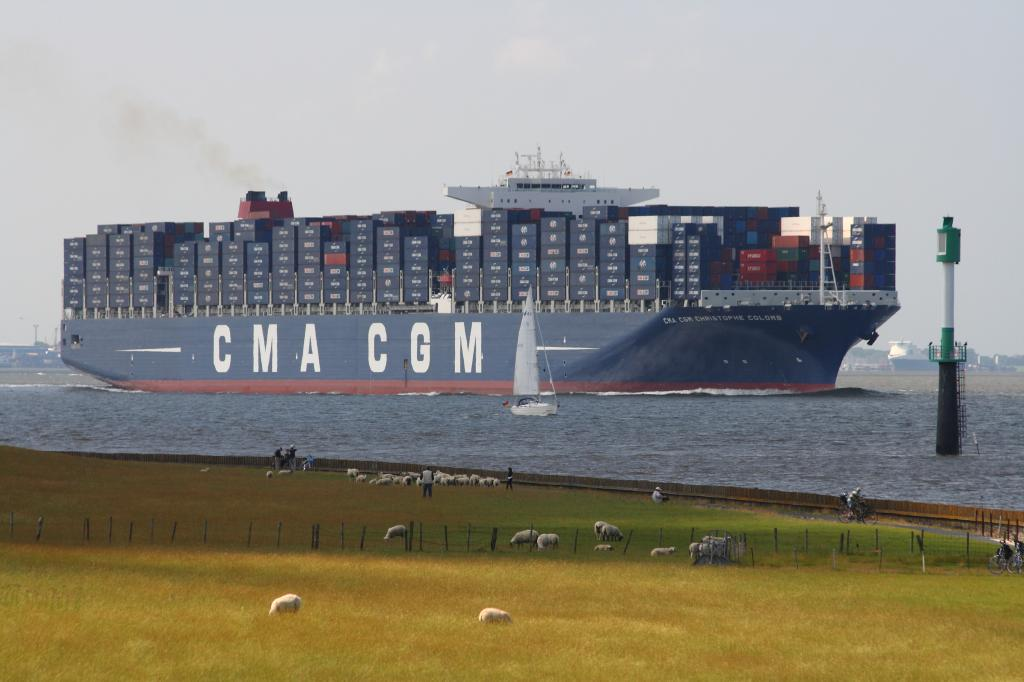
CMA CGM Christophe Colomb (13.880 TEU, Konstruktionstiefgang 15,5 m und damit seinerzeit größtes auf der Elbe verkehrendes Containerschiff) beim Glameyer-Stack am 13. Juli 2010 mit 13,3 m Tiefgang in Frischwasser tideabhängig einlaufend
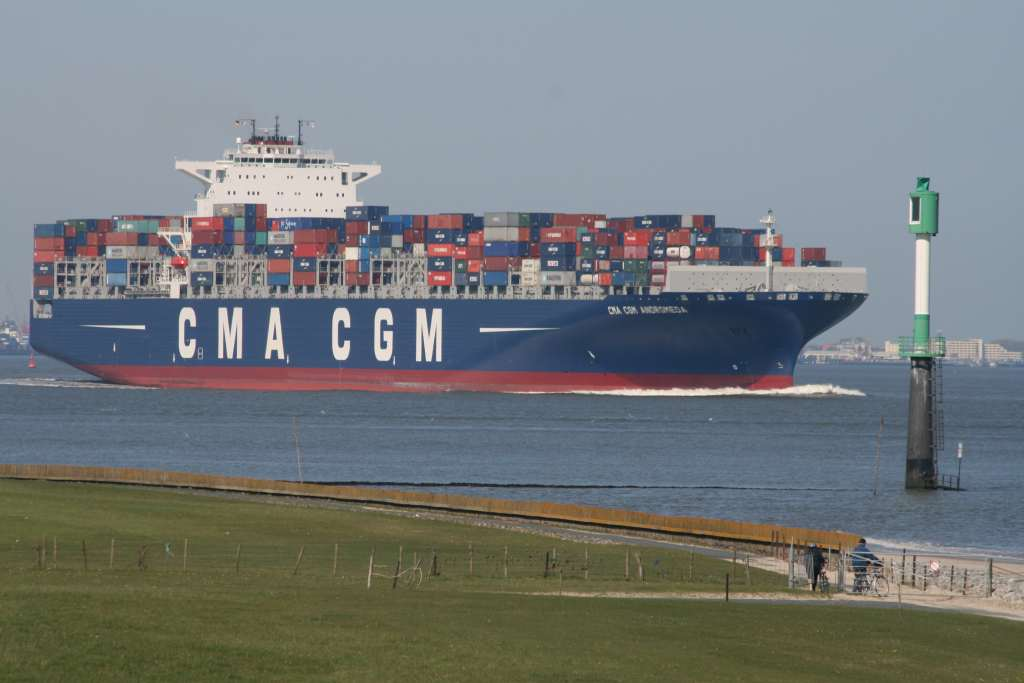
CMA CGM Andromeda (11.356 TEU, Konstruktionstiefgang 15,5 m und damit bis Juli 2010 größtes auf der Elbe verkehrendes Containerschiff) beim Glameyer-Stack im April 2009 mit 10,7 m Tiefgang in Salzwasser tideunabhängig einlaufend
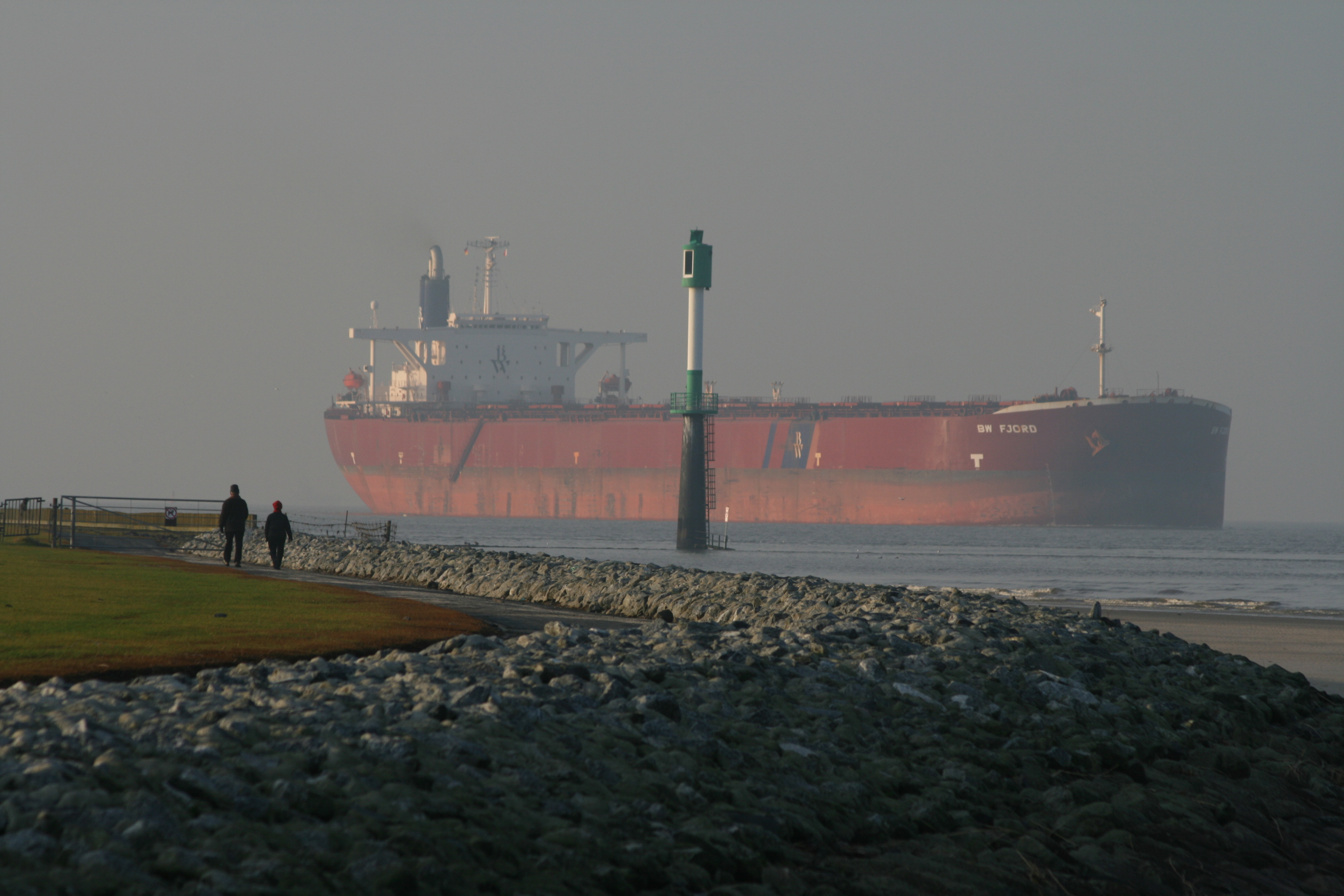
Der Massengutfrachter BW Fjord, Länge 332 m, Breite 56 m, Konstruktionstiefgang 23,2 m und damit größtes auf der Elbe verkehrendes Schiff, im Dezember 2007 mit 13,7 m Tiefgang in Salzwasser tideabhängig einlaufend
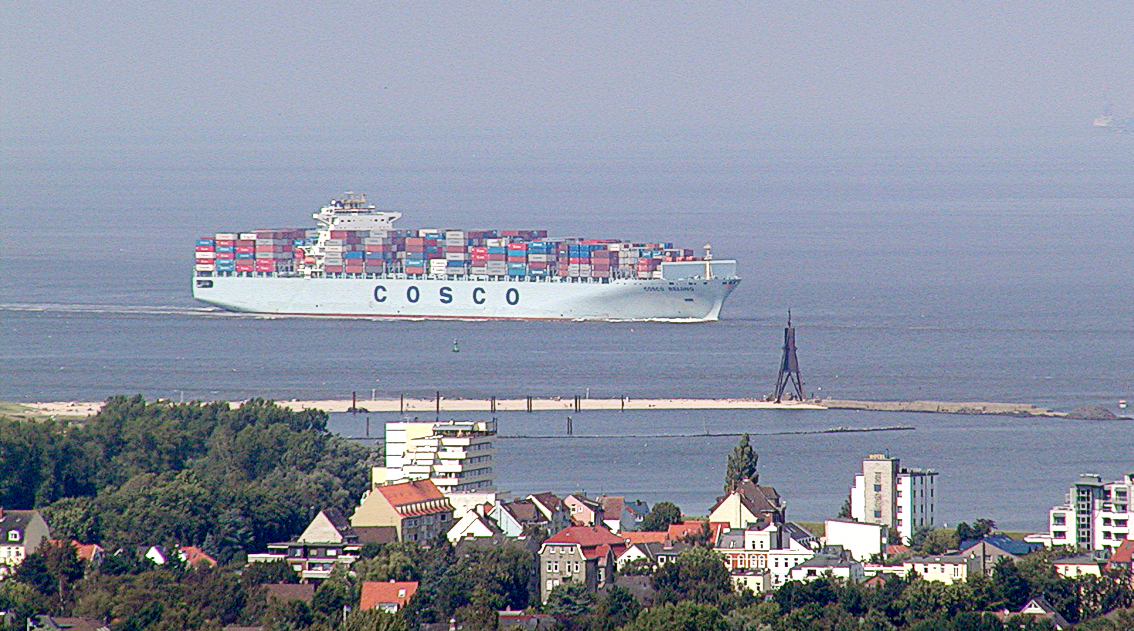
Die Cosco Beijing (9.469 TEU) beim Einlauf in die Elbe, vor der Kugelbake in Cuxhaven, dem geografischen Ende der Elbe
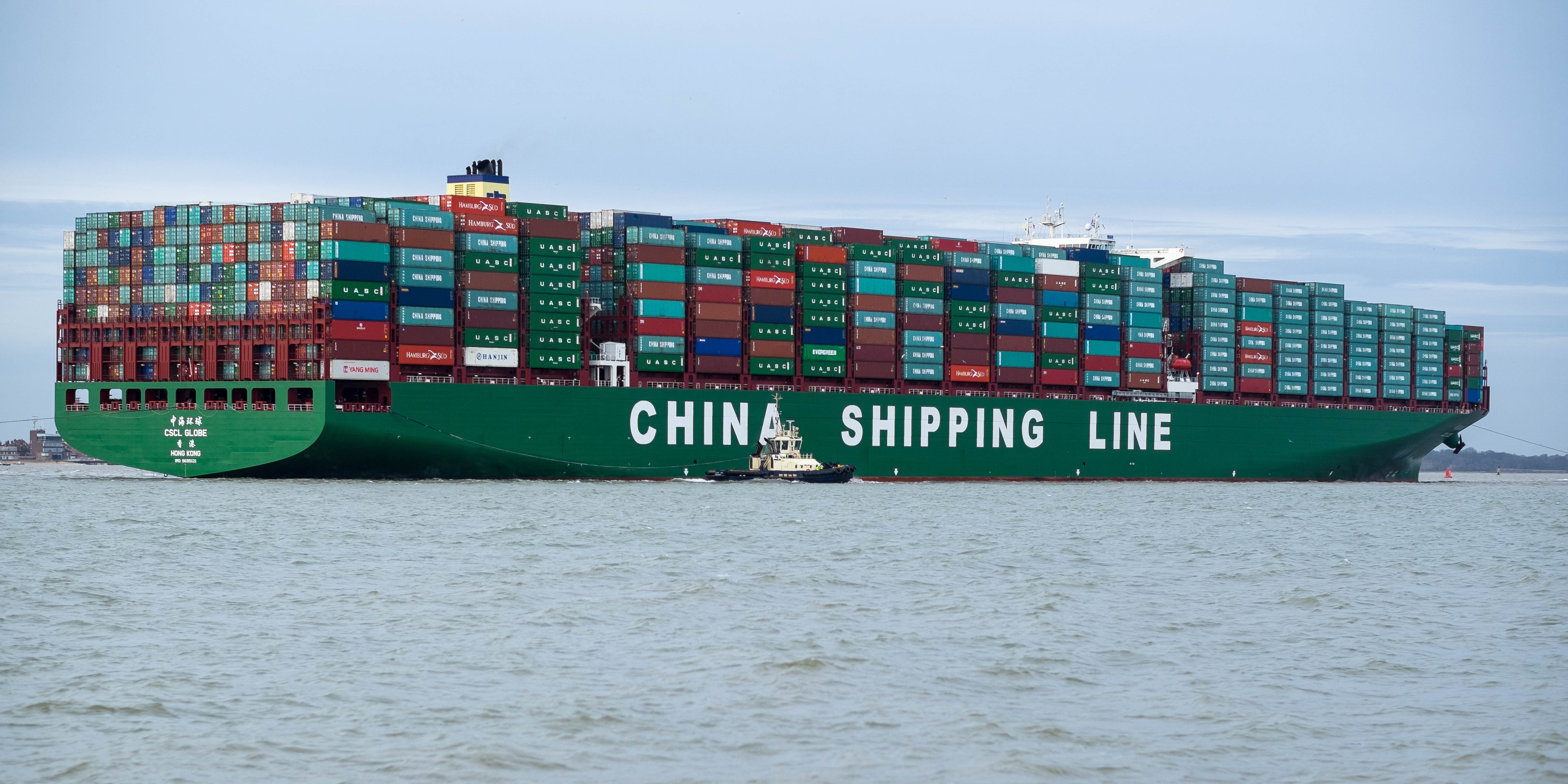
Das chinesische Schiff CSCL Indian Ocean Länge 399,67 m, Breite 58,6 m, lief am Mittwochabend dem 3. Februar 2016 in der Elbe bei Stade auf Grund. Selbst zahlreiche Schlepper konnten den Frachter zunächst nicht freiziehen, wie die Polizei mitteilte.

#### Schiffsgrößen und Fahrrinnentiefe
Für die Ermittlung der Fahrrinnentiefe sind folgende Parameter zu berücksichtigen: Schiffsgröße, Mindertide, Tiefgangsänderung infolge Dichteänderung des Wassers, Squat, Krängung, Netto-Kielfreiheit, Ungenauigkeit der Wasserstandsvorhersage, Ungenauigkeit der Tiefgangsmessung, Seegang sowie Peilungenauigkeit.
| Derzeitige und geplante Maximaltiefgänge für Containerschiffe in Metern, bezogen auf Salzwasser/Frischwasser(*) auf Unter- und Außenelbe                                                                                | Derzeitige und geplante Maximaltiefgänge für Containerschiffe in Metern, bezogen auf Salzwasser/Frischwasser(*) auf Unter- und Außenelbe | Derzeitige und geplante Maximaltiefgänge für Containerschiffe in Metern, bezogen auf Salzwasser/Frischwasser(*) auf Unter- und Außenelbe | Derzeitige und geplante Maximaltiefgänge für Containerschiffe in Metern, bezogen auf Salzwasser/Frischwasser(*) auf Unter- und Außenelbe | Derzeitige und geplante Maximaltiefgänge für Containerschiffe in Metern, bezogen auf Salzwasser/Frischwasser(*) auf Unter- und Außenelbe | Derzeitige und geplante Maximaltiefgänge für Containerschiffe in Metern, bezogen auf Salzwasser/Frischwasser(*) auf Unter- und Außenelbe |
| --- | --- | --- | --- | --- | --- |
| | derzeit | geplant | | | |
| tideunabhängig | 12,5/12,8 (Panmax) Breite < 32,3 m 12,4/12,7 (PostPanmax) Breite > 32,3 m                                                                | 13,5/13,8 | | | |
| tideabhängig ausgehend | 13,5/13,8 | 14,5/14,8 | | | |
| tideabhängig einkommend | 14,8/15,1 | 15,6/15,9 | | | |
| (*) Im Schiffsverkehr auf der Elbe ist der Tiefgang in Frischwasser maßgeblich. Der Frischwassertiefgang beträgt ca. 30 cm mehr als der Salzwassertiefgang. In der Planung ist der Frischwassertiefgang berücksichtigt. | | | | | |
| Quelle: Planunterlagen. | | | | | |

| Vergleich Bemessungsschiff, Startfenster und Schiffsverkehr                                                                   | Vergleich Bemessungsschiff, Startfenster und Schiffsverkehr | Vergleich Bemessungsschiff, Startfenster und Schiffsverkehr | Vergleich Bemessungsschiff, Startfenster und Schiffsverkehr | Vergleich Bemessungsschiff, Startfenster und Schiffsverkehr | Vergleich Bemessungsschiff, Startfenster und Schiffsverkehr |
| --- | ----------------------------------------------------------- | ----------------------------------------------------------- | ----------------------------------------------------------- | ----------------------------------------------------------- | ----------------------------------------------------------- |
| | Elbvertiefung 1999                                          | geplante Elbvertiefung                                      | „COSCO-Asia“-Klasse (*) 10.046 TEU                          |                                                             |                                                             |
| Konstruktionstiefgang | 13,5 m                                                      | 14,5 m                                                      | 14,5 m                                                      |                                                             |                                                             |
| Länge | 300 m                                                       | 350 m                                                       | 349 m                                                       |                                                             |                                                             |
| Breite | 32,2 m                                                      | 46,0 m                                                      | 45,6 m                                                      |                                                             |                                                             |
| Startfenster auslaufend | 30–80 min                                                   | 120 min                                                     |                                                             |                                                             |                                                             |
| (*) läuft den Hamburger Hafen seit September 2007 im Linienverkehr überwiegend tideunabhängig an und läuft tideunabhängig aus |                                                             |                                                             |                                                             |                                                             |                                                             |
| Quelle: Planunterlagen. |                                                             |                                                             |                                                             |                                                             |                                                             |

Welche Schiffe die Elbe unter welchen Bedingungen befahren können, kann stets aktuell im Elektronischen Wasserstraßensystem (ELWIS) ermittelt werden.
Die Sohle der Fahrrinne soll dieser Berechnung zufolge überwiegend auf 17,3 m unter NN und maximal bis auf 19,0 m unter NN gebaggert werden. In den Planunterlagen wird die Berechnung hier ab Seite 14 vorgenommen.

### Auswirkungen der neunten Elbvertiefung

Ein Satellitenbild der Elbmündung mit den neuralgischen Punkten

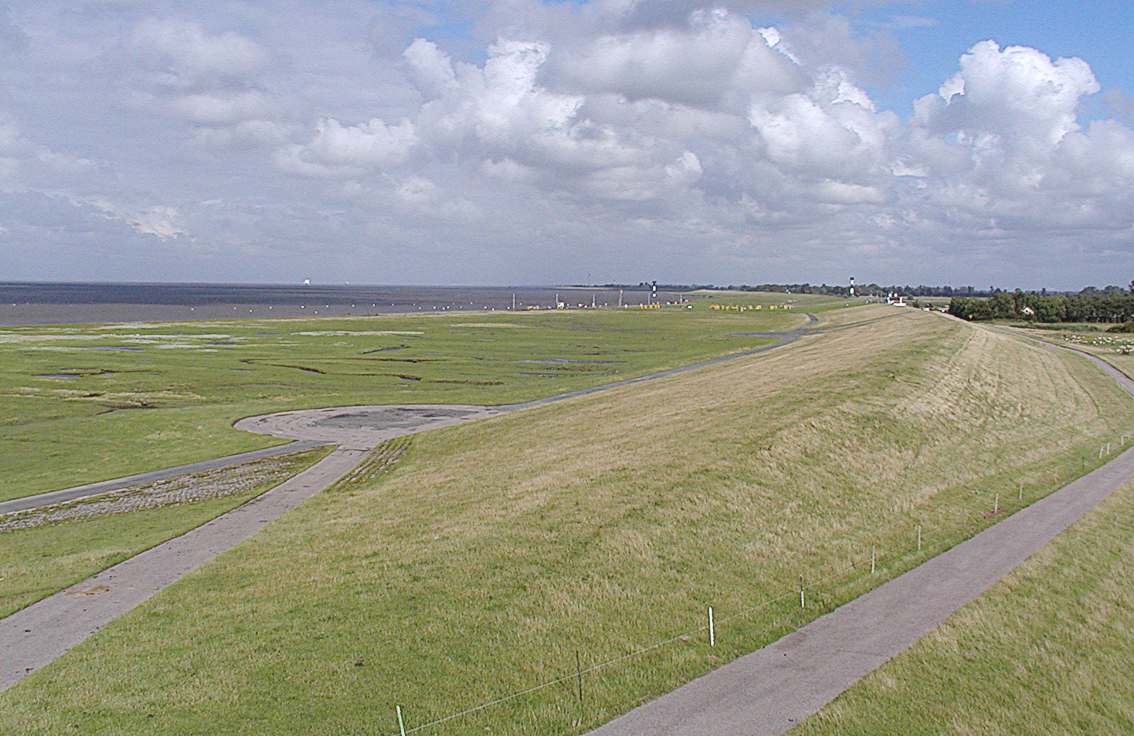
Das Gebiet Altenbrucher Bogen / Glameyer Stack

Der Küstenschutz ist gerade im Land Hadeln ein viel beachtetes Thema. Weite Teile der Marsch, insbesondere die Samtgemeinde Land Hadeln, liegen unter dem Meeresspiegel. Würde bei Otterndorf, zum Beispiel am Glameyer-Stack, der Deich brechen, wäre eine großflächige Überflutung zu befürchten. Die Ausbaugegner befürchten u. a. eine Gefährdung der Deichsicherheit durch die geplante Elbvertiefung infolge von Wasserstands- und Strömungserhöhungen. Während der Wasserspiegel weltweit im 20. Jahrhundert um 18 cm anstieg, betrug der Anstieg in Hamburg-St. Pauli 56 cm. Dies ist laut Prof. Graßl auf die Elbvertiefungen zurückzuführen und zeigt sich an der häufigeren Überflutung des Fischmarktes.
Größere und zu schnell fahrende Schiffe gefährden Anrainer und Badegäste. Nachdem es 2006 sechs registrierte Vorfälle an der Elbe gab, hat sich die Bundesstelle für Seeunfalluntersuchung in Hamburg eingeschaltet. Eine „auffällige Häufung dieser Unfälle durch Sog- und Wellenschlag“ erfordere eine genauere Untersuchung. Sowohl labortechnische Untersuchungen als auch Naturmessungen bestätigen die Zunahme von schiffsinduzierten Belastungen auf Ufer, Deiche und Siele. Dabei stellt neben der Größe vor allem die Geschwindigkeit der Schiffe den Hauptfaktor der Belastungen dar. „Die maximalen Schiffsgeschwindigkeiten über Grund der tiefgehenden tideabhängigen PPM-Containerschiffe liegen deutlich über den heutigen Bemessungsgeschwindigkeiten“. Es sind weitere Zunahmen der Belastungen zu erwarten.

#### Umweltrisiko
Das Umweltrisiko wird von verschiedenen Bundesbehörden und Gutachtern unterschiedlich eingeschätzt.
Die Bundesanstalt für Gewässerkunde kommt in ihrer Umweltrisikoeinschätzung für die Fahrrinnenanpassung der Unter- und Außenelbe zum Ergebnis: Umweltrisiko „mittel“.
Das Bundesamt für Naturschutz (BfN) kommt zu dem Ergebnis, dass die Planungsunterlagen umfangreich „zu überarbeiten“ sind und vielen Ausführungen der Umweltverträglichkeitsprüfung „nicht gefolgt werden kann“. Vor allem die Feststellung, dass die Elbvertiefung im Sinne der Fauna-Flora-Habitat-Richtlinie zu unerheblichen Eingriffen führe, teile das BfN ausdrücklich nicht.
Laut BfN kommt nur hier der Schierlings-Wasserfenchel vor, der nach der Roten Liste der Farn- und Blütenpflanzen Deutschlands (Korneck et al. 1996) als „vom Aussterben bedroht“ klassifiziert ist. Es handelt sich um eine endemische Art, sodass für die Arterhaltung sowohl für den Bund als auch für die betroffenen Länder eine besondere Verantwortlichkeit besteht.
Die Richtlinie 92/43 EWG des Rates vom 1992 (FFH-Richtlinie) stuft den Schierlings-Wasserfenchel als prioritäre Art ein. Dieser Status verpflichtet die Bundesrepublik Deutschland zur möglichst umgehenden Durchführung von Schutzmaßnahmen, die den Erhaltungszustand dieser Art verbessern.
In der „Machbarkeitsstudie weitere Fahrrinnenanpassung Unter- und Außenelbe“ der „Projektgruppe Voruntersuchung Fahrrinnenanpassung“, zusammengesetzt aus verschiedenen Wasser- und Schifffahrtsdirektionen sowie des damaligen Amtes Strom- und Hafenbau der Hamburger Behörde für Wirtschaft und Arbeit, wird unter der Ermittlung des fachspezifischen Umweltrisikos festgestellt, dass aufgrund
- „[…] der überwiegend hohen Raumbedeutung und des vornehmlich geringen Grades der Belastungen das Vorhaben einer weiteren Fahrrinnenanpassung von Unter- und Außenelbe insgesamt in die Risikogruppe ‚mittleres Umweltrisiko (3)‘ eingeordnet [wird]: ‚Entscheidungserhebliche Umweltrisiken sind zu erwarten. Sie können nur teilweise vermieden bzw. minimiert werden. Mit umfangreichen Ausgleichs- und Ersatzmaßnahmen ist zu rechnen.‘“
- „[…] Das fachspezifische Umweltrisiko ergibt sich aus der Kombination von Raumbedeutung und dem abgeschätzten Grad der ausbaubedingten Belastungen bei der Gesamteinschätzung […]“

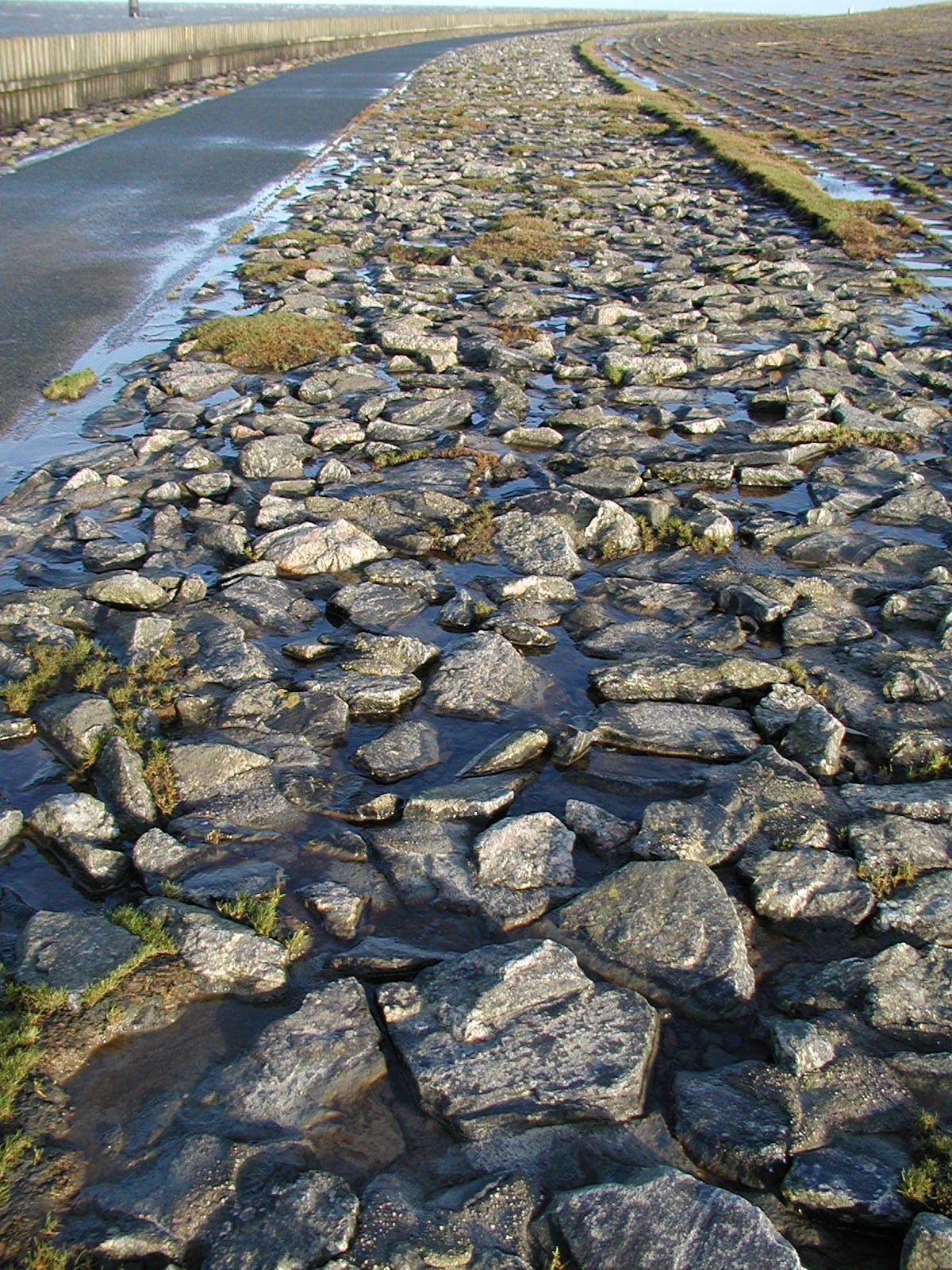
Gepanzerter Deich, die Steine sind mit Asphalt und Beton vergossen

Ein weiteres Gutachten fasst zusammen:
- „[…] Baubedingte Auswirkungen auf aquatische und amphibische Biotope sind nicht zu erwarten.“
- „Anlage- und betriebsbedingte Auswirkungen auf amphibische und aquatische Biotope durch den Ausbau der vorhandenen Fahrrinne, die begleitenden Baumaßnahmen, die Strombau- und Verbringungsmaßnahmen sowie die Veränderung der Hydrologie und der Morphologie durch die vergenannten Vorhabensbestandteile sind zu erwarten.“
- „Erhebliche negative Auswirkungen (-Biotopumwandlungen mit deutlicher Bestandwertveränderung) sind zu erwarten:
  - durch die Verbreiterung und Vertiefung der Fahrrinne,
  - in Teilbereichen durch die Anlagen begleitender Baumaßnahmen (bestehend aus der Anpassung der Schifffahrtzeichen, Herstellung eines Warteplatzes und Bau einer Vorsetzte an der Köhlbrandkurve)
  - in Teilbereichen durch die Anlagen der Unterwasserablagerungsflächen und
  - in Teilbereichen durch die Anlage der Ufervorspülungen […]“
- „Erhebliche positive Auswirkungen sind zu erwarten:
  - in Teilbereichen durch die Anlage von Ufervorspülungen […]“
- „Die beeinträchtigten Funktionen der Natur können im aquatischen System der Unterelbe sachgerecht ausgeglichen werden. Entsprechende Ausgleichsmaßnahmen sind erarbeitet worden.“[88]

#### Sauerstoffgehalt
Umweltverbände und Wissenschaftler rechnen mit einer weiteren Verschlechterung im Sauerstoffgehalt durch die kumulative Wirkung von Elbvertiefung und dem neuen Vattenfall-Kraftwerk Moorburg sowie weiteren sieben Kraftwerken in Niedersachsen und Schleswig-Holstein. Kraftwerke müssen ihre Leistung drosseln, wenn das eingeleitete Kühlwasser die berechnete Aufnahmefähigkeit der Elbe übersteigt, was die Wirtschaftlichkeit des Betriebs beeinträchtigt. Das eingeleitete Wasser darf 30 Grad Celsius nicht überschreiten, außerdem darf die Elbe durch die Einleitung an keiner Stelle um mehr als zwei Grad aufgeheizt werden. Das neue Kraftwerk in Moorburg könnte dadurch schnell an die rechtlich vorgegebenen Grenzen stoßen. Derzeit ist ein neuer Wärmelastplan mit engeren Grenzen in Bearbeitung.
Eine weitere sauerstoffzehrende Maßnahme ist das „Schlickeggen“ in kleinen Häfen, die infolge höheren Sedimentgehaltes im Wasser immer schneller und stärker verschlicken. Um die biologische Selbstreinigungsleistung nicht zu überlasten, ist das Schlickeggen ist nur bei Wassertemperaturen unter 10 °C oder einem Sauerstoffgehalt über 6 mg/l erlaubt. Die Egge kann daher mit Rücksicht auf die maritime Tierwelt fast nur im März eingesetzt werden, allerdings reicht dieses Zeitfenster nicht aus.
Die geplante weitere Elbvertiefung wird sich nachteilig auf den Sauerstoffgehalt und die Wasserqualität insgesamt auswirken, weil infolge zunehmender Fließgeschwindigkeit und zunehmenden Schiffsverkehrs der Sedimentgehalt im Wasser weiter steigt und der dunkle Wasserkörper dadurch sowie durch größere Tiefe weiter an Volumen zunimmt und die Selbstreinigungskraft entsprechend abnimmt.
Eine künstliche Anreicherung der Unterelbe mit Sauerstoff an neuralgischen Punkten ist technisch möglich aber unwirtschaftlich. Außerdem würden die verschiedenen Wasserschichten verwirbelt, was je nach Umweltbedingungen einen negativen Effekt auslösen könnte.

#### Fischerei

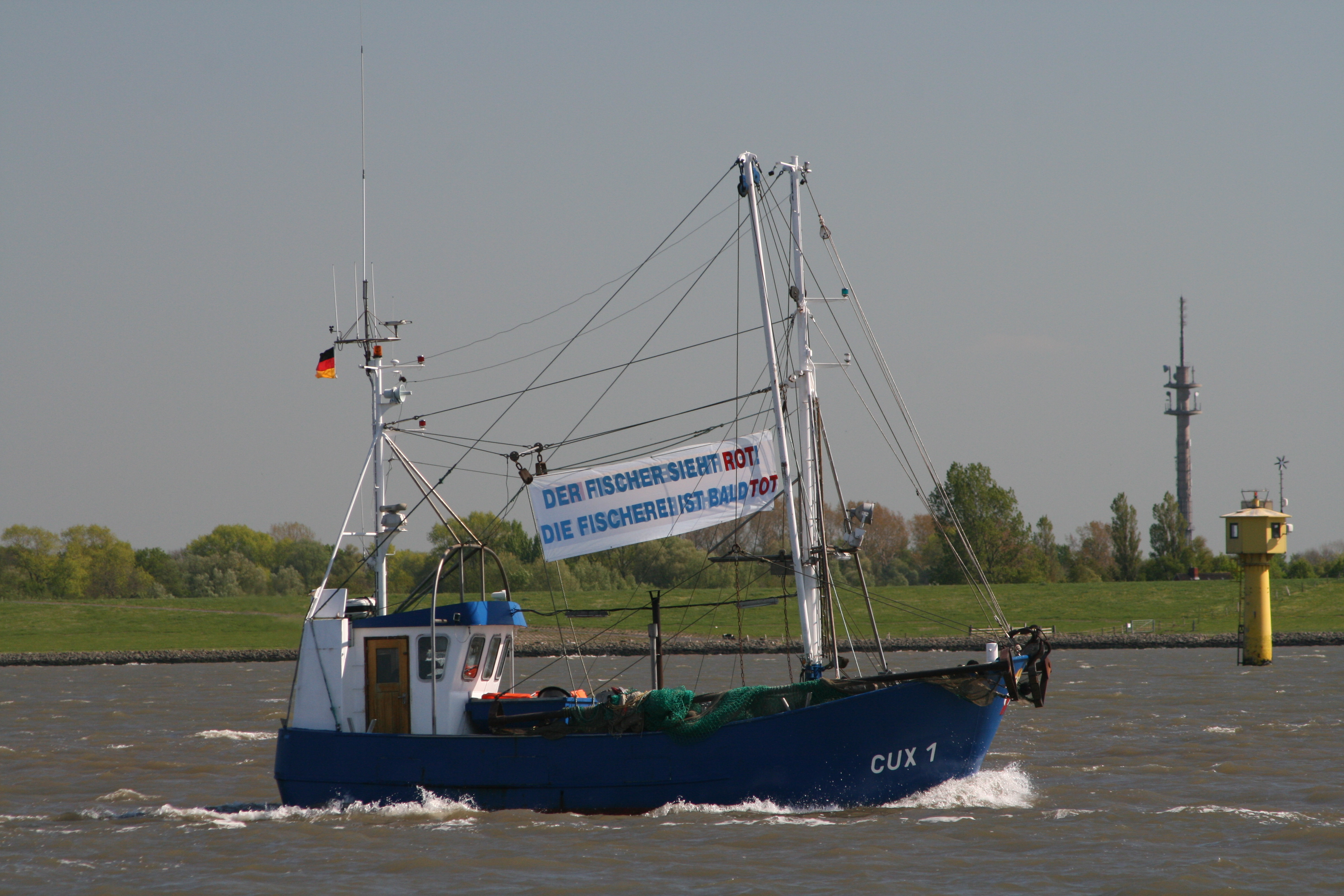
Fischer bei der Kutterdemo vor Otterndorf am 4. Mai 2007

Abwasserbelastung, Überfischung und „die ersten umfassenden Ausbaumaßnahmen zur Regulierung der Elbschifffahrt in den Jahren 1818 bis 1825“ haben bereits zu Beginn des 19. Jahrhunderts zu einem ersten deutlichen Rückgang der Fischbestände geführt. Von den ehemals mehr als 1000 registrierten Haupt- und Nebenerwerbsfischern entlang der Unterelbe sind nur wenige übriggeblieben, obwohl die Elbe nach wie vor als ein fischreiches Gewässer zu betrachten ist.
Die Fischer befürchten nach der Verschlechterung der Fischereigrundlagen durch die letzte Elbvertiefung durch die jetzt geplante Elbvertiefung einen weiteren „Verlust wesentlicher Fangplätze und -reviere, höhere Strömungsgeschwindigkeiten, Freilegung von Unterwasserhindernissen und Rollholz, dadurch Verlust von Gerät und Netzen, Kentergefahr, Aufschlickung, Rückgang der Fischfauna und deren Lebensgrundlagen, höherer Seegang bei Wind und Sturm, Fangverbote infolge der Ausbaumaßnahmen, dichterer Schiffsverkehr mit höheren Geschwindigkeiten, Schwall und Sog sowie Havariegefahr, Versandung und Eintrübung von Fanggebieten, Zunahme der Unterhaltungsbaggerung, keine Ausweichmöglichkeiten, höhere Betriebskosten und Fischereidruck durch Konkurrenz in kleineren Revieren (Konkurrenzdruck) und infolge aller Beeinträchtigungen Existenzgefährdung bei der Mehrzahl der Betriebe“.
In den Planunterlagen bleibt für die gesamte Folgezeit unberücksichtigt:
- der hydraulische Nachlauf mit nicht voraussehbaren Änderungen des Gewässerbettes
- die Steigerung der Unterhaltungsbaggerung (B 2/66)
- die Steigerung der Schiffsbewegungen von ca. 53.600 (2004) auf ca. 64.500 Bewegungen (2015) (B 2/63)
- die Erweiterung des Fahrwassers über die Fahrrinne hinaus durch Tonnenverlegung und daraus folgende erweiterte Fischfang-Verbotsgebiete
- durch nachhaltige Verschlechterung der Lebens- und Reproduktionsbedingungen der Fisch- und Krebsfauna, insbesondere durch Zunahme der Strömung
- die Beeinträchtigungen des Anliegergebrauches

Die Auswirkungen der geplanten Elbvertiefung auf die Fischerei sind unter Berücksichtigung des hydraulischen Nachlaufs nicht sicher zu prognostizieren, weil die Prognosedauer nur etwa drei Jahre beträgt.
Die Gegner führen an, dass die geplanten Änderungen in der Elbmündung auch die Küstenfischerei beträfen, ca. 198 Schiffe, davon 101 Schiffe aus Schleswig-Holstein. Große Teile der ertragreichen Gebiete wie Medemrinne, Medemgrund, Medemsand usw. fielen den Kritikern zufolge für den Zeitraum der Arbeiten als Fanggebiet aus.
Das fischereiwirtschaftliche Gutachten kam 2006 zu dem Schluss: „[…] Die Prüfung aller vorhandenen Daten hat gezeigt, dass die geplante Maßnahme keine positiven Auswirkungen (Verbesserung der Verhältnisse bezogen auf den Ist-Zustand) auf die wirtschaftliche Ausübung der Fischerei in der Tideelbe mit sich bringt. Alle betrachteten Auswirkungen sind entweder als neutral oder in verschiedenem Maße negativ für die wirtschaftliche Belange der Fischerei zu bewerten. […]“ Ein weiteres Gutachten der COFAD GmbH von 2011 bestätigte Gewinneinbußen und den Verlust von Fangplätzen.

### Die neunte Elbvertiefung in der Politik

#### Niedersachsen
Im niedersächsischen Landtag sind die Grünen sowie DIE LINKE offen gegen das Projekt, CDU, FDP sowie die SPD fordern zusätzlichen Küstenschutz als Bedingung zur Zustimmung.
Im Regierungsprogramm 2008–2013 der CDU in Niedersachsen heißt es auf Seite 46: „Gegen die geplante Vertiefung der Elbe haben wir aus Gründen der Deichsicherheit sowie der Folgen für Natur und Landschaft schwerwiegende Bedenken. Ohne verlässliche Bewertung früherer Elbvertiefungsmaßnahmen und Ausräumung aller berechtigten Einwände kann das Land kein Einvernehmen zur Vertiefung der Elbe herstellen.“
David McAllister, Ministerpräsident bis Januar 2013 sowie direkt gewählter Abgeordneter für den Wahlkreis Hadeln stand einer weiteren Elbvertiefung zunächst eher kritisch gegenüber und sprach sich für neue Untersuchungen durch unabhängige Gutachter im Rahmen des laufenden Planfeststellungsverfahrens aus.
Otterndorfer Erklärung
In dieser Erklärung wird von David McAllister, MdL (CDU), Claus Johannßen, ex-MdL (SPD), Andreas Lauer (FDP), Hans-Jürgen Klein, MdL (Die Grünen), Peter Altenburg (Freie Wähler) und Rolf Geffken (DIE LINKE) parteiübergreifend die geplante weitere Elbvertiefung abgelehnt. In der Erklärung heißt es: „Die Gründe hierfür liegen insbesondere in den befürchteten Auswirkungen auf die regionale Deichsicherheit, den Hochwasserschutz, die Wasserwirtschaft und die Ökologie. Bei objektiver Betrachtung kann der Fluss nicht beliebig weiter ausgebaggert werden. Die Natur setzt Grenzen.“ Auch seien die vorgelegten Gutachten in wesentlichen Punkten mangelhaft, einseitig und zeigten weiteren Klärungsbedarf. Außerdem wäre eine weitere Elbvertiefung durch eine bessere Kooperation der deutschen Seehäfen überflüssig. Hierzu sollte ein nationales Seehafenkonzept gemeinsam vom Bund und den norddeutschen Ländern erstellt werden.

#### Schleswig-Holstein
Im Landtag Schleswig-Holstein haben sich die Grünen klar gegen den Flussausbau ausgesprochen, die CDU und SPD und die FDP sind dem Projekt gegenüber positiv eingestellt. Sie betonen dabei die Bedeutung der Deichsicherheit, sehen darin aber kein Hindernis. Dies gilt auch für die Landesregierung. Allerdings kritisierte der damalige schleswig-holsteinische Umweltminister Christian von Boetticher (CDU) den Hamburger Senat wegen mangelhafter Fairness bei seiner Ansicht nach zu kurzfristig avisierten Ausgleichsmaßnahmen. Der Hamburger Senat zeigte sich überrascht, bezog aber inhaltlich keine Stellung.

#### Hamburg

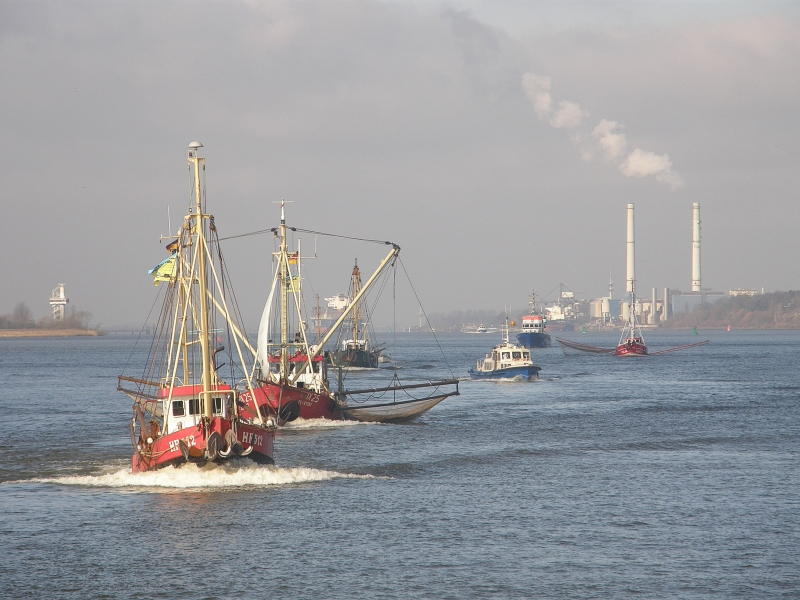
Kutterdemonstration in der Fahrrinne vor Hamburg-Blankenese zum Auftakt der Anhörungen am 19. März 2009

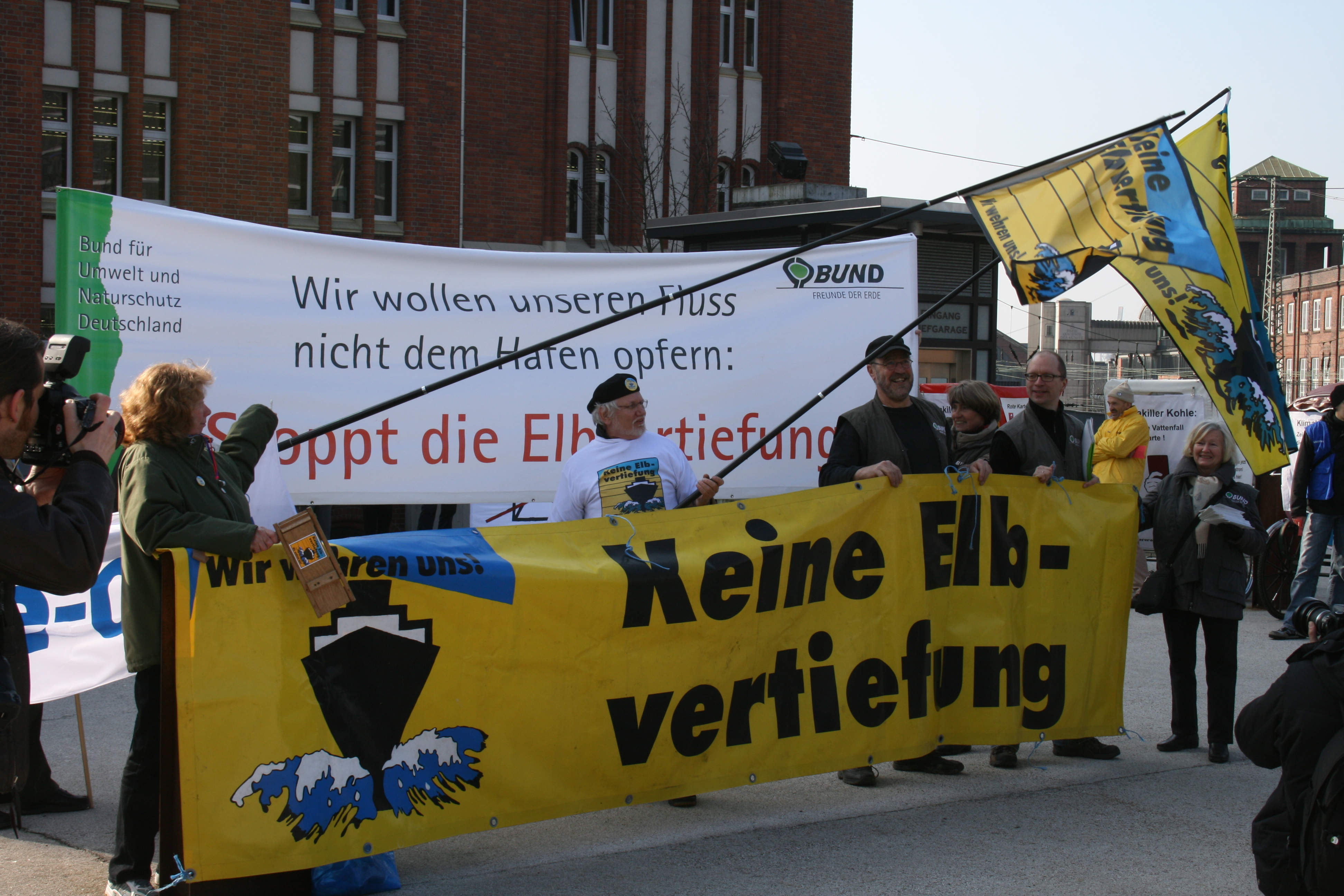
Demonstration anlässlich der Koalitionsverhandlungen am 28. März 2008

In der Hamburgischen Bürgerschaft wird die Elbvertiefung mit großer Mehrheit befürwortet: Ole von Beust (CDU, Hamburger Bürgermeister von Oktober 2001 bis August 2010) hatte die geplante Elbvertiefung, auch im Hinblick auf die Bürgerschaftswahl am 24. Februar 2008, als „unabdingbar“ bezeichnet. Auch der Hamburger erste Bürgermeister Olaf Scholz (SPD), die Hamburger SPD und die FDP befürworteten die Elbvertiefung. Auch Michael Naumann (Spitzenkandidat der SPD Hamburg zur Bürgerschaftswahl 2008) forderte einen rascheren Ausbau: „Die deutsche Wirtschaft braucht diese Modernisierung dringend. Deichsicherheit muss gegeben sein, aber die kann auch ohne hausgemachte Verzögerungen geprüft und hergestellt werden.“
Die GAL war ursprünglich gegen eine Elbvertiefung. Gleichwohl ging die GAL nach der Wahl 2008 mit der CDU eine Regierungs-Koalition ein.
Im „schwarz-grünen“ Koalitionsvertrag vom 17. April 2008 stimmte die GAL der Elbvertiefung zu. Zugleich wurde vereinbart, dass es während des Bestehens der Koalition keine über das laufende Projekt hinausgehende weitere Fahrrinnenanpassung geben; stattdessen werde eine Hafenkooperation mit den Bundesländern Bremen und Niedersachsen geprüft. Auch solle ein Tideelbekonzept mit den Nachbarländern erarbeitet werden, das den Tidehub um 50 cm reduzieren soll. Hamburg sollte dabei noch während dieser Legislaturperiode entsprechende naturnahe Vordeichflächen schaffen und zudem mit weiteren Maßnahmen (so der Errichtung einer Stiftung) zur Verbesserung der ökologischen Situation (an) der Elbe beitragen. Nachdem die schwarz-grüne Koalition am 29. November 2010 zerbrach, bescherten die Wahlen am 20. Februar 2011 der SPD eine absolute Mehrheit; Olaf Scholz bildete den Senat Scholz I.
Bei der folgenden Wahl am 15. Februar 2015 verlor die SPD ihre absolute Mehrheit und vereinbarte im April eine Koalition mit den Grünen. Im Koalitionsvertrag wurde erneut die Umsetzung der Elbvertiefung festgeschrieben.
Hamburger Politiker berufen sich in der Antragstellung auf einen Rechtsanspruch aus dem Staatsvertrag von 1921 zwischen dem Deutschen Reich und der Stadt Hamburg. In dem heißt es: „Hamburg hat bisher für ein derartiges Fahrwasser gesorgt, dass in der Regel die größten Seeschiffe Hamburg unter Ausnutzung des Hochwassers erreichen konnten. Das Reich wird das Gleiche tun.“ Zudem bezeichnet sich Hamburg im Vorwort seiner Verfassung als „Welthafenstadt“.
Unter Berufung auf mögliche Nachteile bei der geplanten Elbvertiefung hat der Hamburger Senat den gemeinsamen Welterbe-Antrag für das Wattenmeer, ein seit 16 Jahren betriebenes Projekt, nicht weiter unterstützt. Die übrigen Antragsteller haben den Antrag inzwischen ohne Hamburger Beteiligung gestellt. Sigmar Gabriel, Bundesumweltminister in der großen Koalition 2005–2009, kritisierte 2008, die Entscheidung Hamburgs entbehre einer sachlichen Grundlage.
Der Koalitionsvertrag zwischen CDU und GAL (Senat von Beust III von Mai 2008 bis August 2010 und Senat Ahlhaus bis 29. November 2010) sah eine Nachmeldung bei der UNESCO bis Februar 2009 vor, wenn bis dahin das Planfeststellungsverfahren abgeschlossen worden wäre.

### Hamburger Terminalbetreiber forderten die neunte Elbvertiefung
Laut Terminal-Betreiber Eurogate und HHLA hätten die Verzögerungen bei der Elbvertiefung dem Container-Geschäft im Hamburger Hafen geschadet. Immer mehr Container seien am Kai stehengeblieben, weil das Tide-Zeitfenster zum Auslaufen für viele Containerschiffe zu klein sei. Dies könne Kunden verärgern und schade dem Hafen langfristig. Beide Firmen forderten die Elbvertiefung und befürchteten, dass Schiffsverkehre sich andernfalls nicht etwa von Hamburg in den niedersächsischen Tiefwasserhafen Jade-Weser-Port Wilhelmshaven verlagerten, sondern behaupteten, dass die Warenströme von Rotterdam und Antwerpen übernommen würden. Hamburg hatte sich 2002 aus dem gemeinsamen Bauprojekt Jade-Weser-Port zurückgezogen.

### Politischer Protest gegen die neunte Elbvertiefung

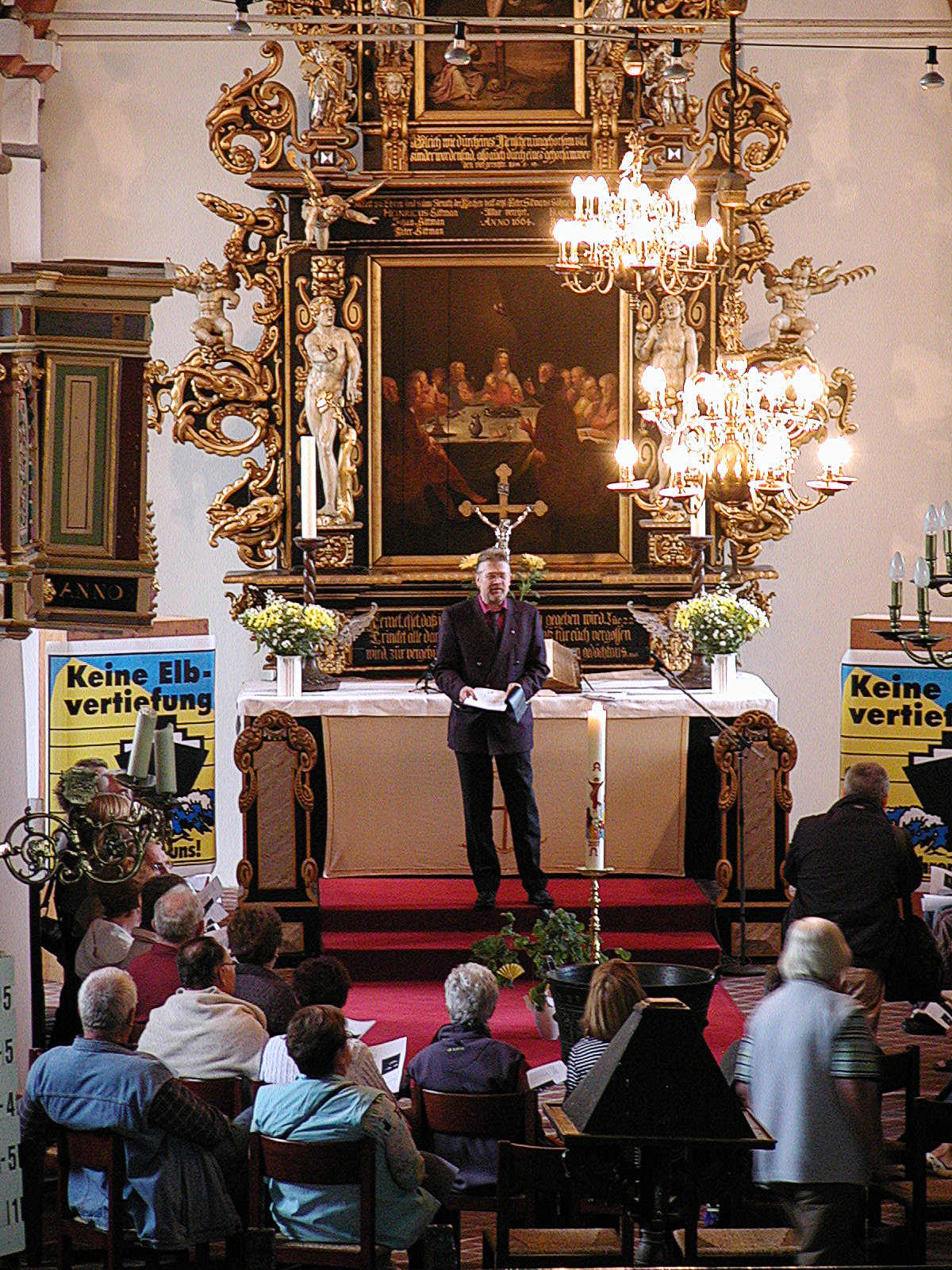
Eine Fürbittenandacht vom Pastor Heinrich in der St.-Severi-Kirche

Vor allem auf der niedersächsischen Seite der Unterelbe formiert sich der politische Protest. Die Stadt Cuxhaven spricht sich klar gegen die Vertiefung aus. und prüft eine Klage Zusammen mit einer Reihe kleinerer Kommunen und den Deichverbänden hat sie die „Aktionsgemeinschaft Unterelbe e. V.“ gegründet. Die Umweltverbände kritisieren das Projekt: Der Bund für Umwelt und Naturschutz Deutschland und der Naturschutzbund Deutschland weisen nicht nur auf die ökologischen Gefahren hin, sondern kritisieren auch detailliert die wirtschaftliche Begründung des Projektes. Sie sehen nationales und europäisches Umweltrecht, aber auch Küstenschutzvorschriften, verletzt. Der Tourismus sei gefährdet.
Regionale Organisationen und Gremien der evangelischen Kirche haben sich gegen die Maßnahme ausgesprochen Ende 2011 hat sich auch die Nordelbische Evangelisch-Lutherische Kirche mit kritischer Tendenz geäußert. Des Weiteren haben sich Bürgerinitiativen gegründet. Neben diversen Demonstrationen zu unterschiedlichen Anlässen mit teilweise tausenden Teilnehmern finden seit Juni 2007 regelmäßig an jedem 1. des Monats um 19 Uhr Mahnwachen in Cuxhaven Alte Liebe, Altenbrucher Strandhaus, Otterndorfer Kirchplatz und am Lüheanleger statt.
Drei Großdemonstrationen mit Fackeln auf den Deichen und an den Ufern zeigen das Ausmaß des Widerstands. Am 18. März 2007 demonstrierten trotz eiskaltem Orkansturm ca. 10.000–12.000 Menschen mit „Fackeln auf dem Deich“ gegen die Planauslegung. Am 13. Januar 2008 demonstrierten 15.000–20.000 Menschen gegen weitere Ausbaumaßnahmen der gesamten Elbe mit „Fackeln für die Elbe“ von Cuxhaven bis nach Dresden sowie am 29. November 2008 12.000–15.000 Menschen an 42 Orten von Cuxhaven bis Bad Schandau im Elbsandsteingebirge.
Das Thema Elbvertiefung ist ein Dauerthema in Medien; es hat einen nationalen Bekanntheitsgrad wird auch international rezipiert. Der CEO des Rotterdamer Hafens sagte 2012, er könne das vehemente Eintreten Hamburgs gut verstehen. Es sei – sogar aus Sicht eines Konkurrenten – im europäischen Interesse, dass große Containerschiffe auch andere Häfen als nur Rotterdam, Zeebrügge und Wilhelmshaven (JadeWeserPort) anlaufen können.

## Dokumentationsfilm
- NDR (18. Oktober 2022): Der Hamburger Hafen und die Elbvertiefung: Gescheitert oder gelungen? (45 Minuten)